# Taylor Swift
Taylor Alison Swift (West Reading, Pensilvania; 13 de diciembre de 1989) es una cantautora estadounidense. Sus composiciones autobiográficas y sus reinvenciones artísticas la han convertido en un icono cultural del siglo XXI. Es la artista musical con mayores ingresos por conciertos en directo, la mujer más rica del mundo de la música y una de las artistas musicales con más ventas de todos los tiempos.
Swift firmó con Big Machine Records en 2005 y debutó como cantante de country con los álbumes Taylor Swift (2006) y Fearless (2008). Los sencillos «Teardrops on My Guitar», «Love Story» y «You Belong with Me» tuvieron un gran éxito tanto en las emisoras de radio country como en las de pop. Speak Now (2010) amplió su sonido country pop con influencias rock y Red (2012) presentó una producción más pop. Recalibró su identidad artística del country al pop con el álbum de synth pop 1989 (2014) y de hip hop Reputation (2017). A lo largo de la década de 2010, acumuló los números uno del Billboard Hot 100 «We Are Never Ever Getting Back Together», «Shake It Off», «Blank Space», «Bad Blood» y «Look What You Made Me Do».
Después de que firmara con Republic Records en 2018, Swift volvió a grabar cuatro de sus álbumes de Big Machine debido a una disputa con el sello discográfico, lo que provocó un debate en la industria sobre los derechos de los artistas. Lanzó el ecléctico álbum pop Lover (2019), los álbumes indie folk Folklore y Evermore (ambos en 2020), y los álbumes pop minimalistas Midnights (2022) y The Tortured Poets Department (2024). Entre sus sencillos número uno en la lista Billboard Hot 100 en la década de 2020 se encuentran «Cardigan», «Willow», «All Too Well», «Anti-Hero», «Cruel Summer», «Is It Over Now?» y «Fortnight». Su gira The Eras Tour (2023-2024) es la gira de conciertos más taquillera de todos los tiempos. La película que la acompaña, The Eras Tour (2023), se convirtió en la película de concierto más taquillera de la historia.
Swift es la primera artista en vender más de un millón de copias de cada uno de sus siete álbumes durante la primera semana en Estados Unidos y ha sido nombrada artista discográfica global del año por la IFPI en cinco ocasiones. Publicaciones como Rolling Stone y Billboard la han incluido entre los mejores artistas de todos los tiempos. Es la primera persona del mundo artístico en ser nombrada persona del año por la revista Time (2023). Entre sus galardones se incluyen 14 premios Grammy, entre ellos un récord de cuatro premios al álbum del año, y un premio Primetime Emmy. Es la artista más premiada de los premios American Music, los Billboard Music Awards y los MTV Video Music Awards. Swift, que es objeto de una amplia cobertura mediática, cuenta con una base de fanes global conocida como swifties.

## Vida y carrera musical

### Primeros años
Taylor Alison Swift nació el 13 de diciembre de 1989 en West Reading, Pensilvania. Su nombre proviene del cantautor James Taylor; sus padres eligieron un nombre unisex a propósito. Su padre, Scott Kingsley Swift, era agente de bolsa de Merrill Lynch, y su madre, Andrea Gardner Swift (de soltera Finlay), trabajaba como ejecutiva de mercadotecnia de fondos mutualistas. El hermano menor de Swift, Austin, es actor. Los hermanos son de ascendencia escocesa, inglesa y alemana, con ascendencia italiana e irlandesa lejana. Su abuela materna, Marjorie Finlay (de soltera Moehlenkamp), era cantante de ópera, y sus cantos en la iglesia se convirtieron en uno de los primeros recuerdos musicales de Swift.

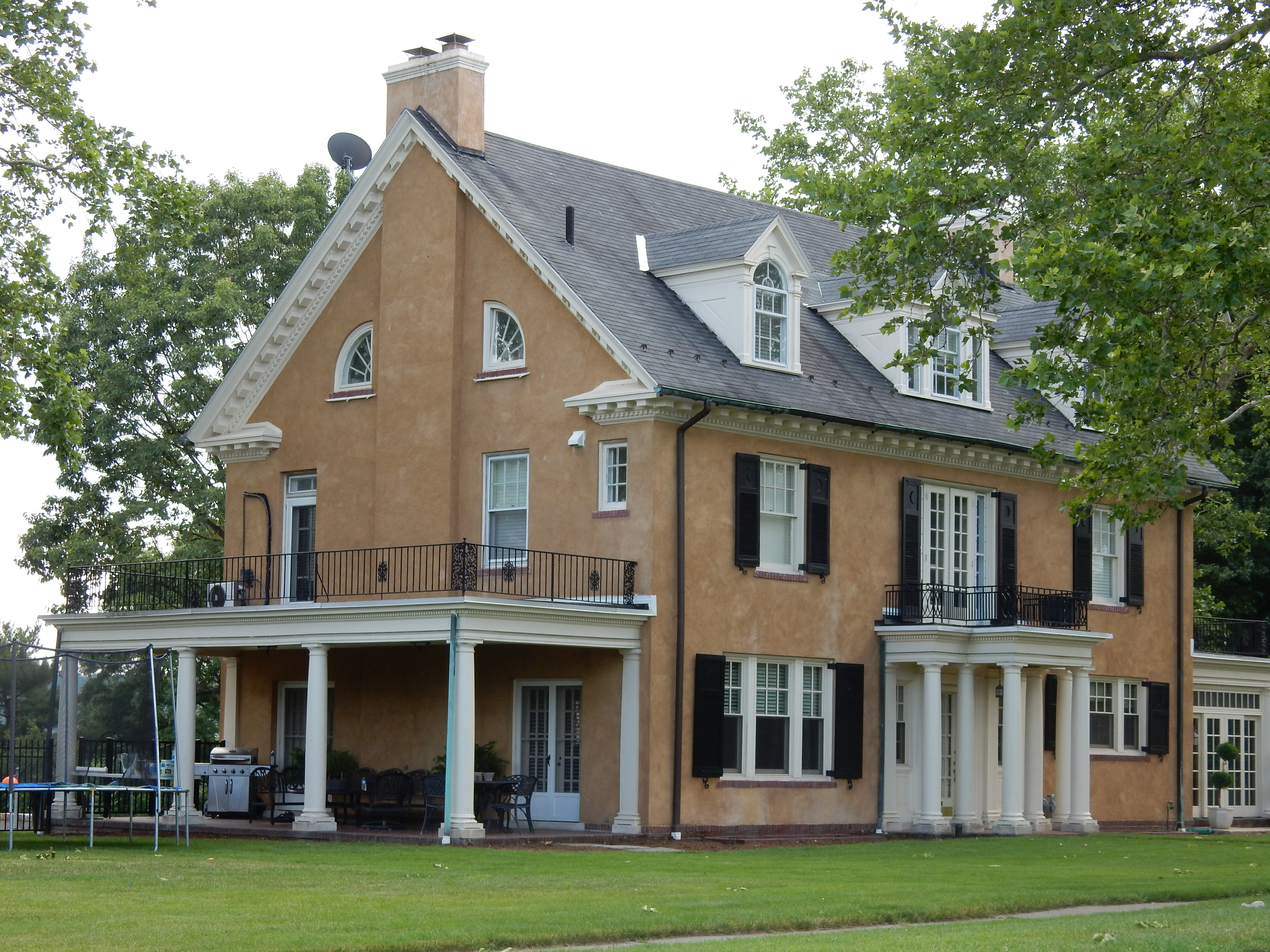
Casa donde vivió Swift en Wyomissing, Pensilvania

Durante su infancia, Swift pasó las vacaciones navideñas en una granja de árboles de Navidad en Pensilvania, y los veranos en la casa de vacaciones de su familia en Stone Harbor, Nueva Jersey, donde ocasionalmente interpretaba canciones acústicas en una cafetería local. Criada en el cristianismo, cursó preescolar en una escuela Montessori dirigida por las Hermanas Franciscanas Bernardinas antes de trasladarse a la escuela Wyndcroft en Pottstown. Cuando su familia se mudó a Wyomissing, asistió al Wyomissing Area Junior/Senior High School. A los nueve años, aspiraba a una carrera en el teatro musical, actuando en festivales locales y en producciones de la Berks Youth Theatre Academy, y viajando regularmente a la ciudad de Nueva York para tomar clases de canto y actuación. Después de ver un documental sobre Faith Hill, se decidió a seguir una carrera en la música country en Nashville, Tennessee.
A los 11 años, Swift viajó a Nashville con su madre para visitar discográficas y presentar maquetas de versiones de canciones de Dolly Parton y Dixie Chicks. Todas las discográficas la rechazaron, lo que la llevó a centrarse en componer canciones. A los 12 años comenzó a aprender a tocar la guitarra con la ayuda de Ronnie Cremer, un técnico informático y músico local que también ayudó a Swift a componer una canción original. En 2003, ella y sus padres comenzaron a trabajar con el representante artístico Dan Dymtrow. Con su ayuda, Swift fue modelo para Abercrombie & Fitch e incluyó una canción original en un CD recopilatorio de Maybelline y, a los 13 años, firmó un contrato de desarrollo artístico con RCA Records. Para ayudar a Swift a abrirse camino en la escena de la música country, su padre se trasladó a la oficina de Merrill Lynch en Nashville cuando ella tenía 14 años, y la familia se mudó a Hendersonville, Tennessee. Swift asistió al Hendersonville High School durante dos años antes de cambiarse a la Aaron Academy, que ofrecía educación en casa.

### 2004-2008: Inicios de su carrera y primer álbum

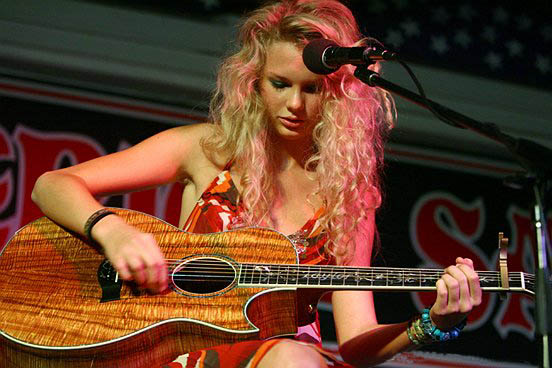
Taylor Swift presentando en Maverick Saloon & Grill en Santa María, California en 2006

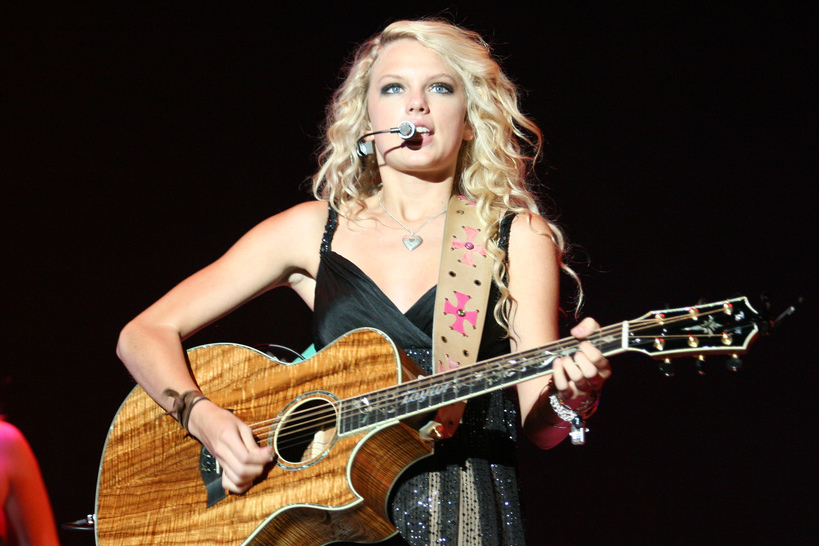
Swift teloneando a Brad Paisley en 2007. Para promocionar su primer álbum, fue telonera de otros músicos country en 2007 y 2008

Swift firmó con Sony/ATV Tree Music Publishing en 2004; a los 14 años, se convirtió en la artista más joven en firmar con la editorial musical. En Nashville, trabajó con compositores experimentados de Music Row, entre ellos Liz Rose. Rose y Swift escribían canciones todos los martes por la tarde después del colegio. Tras un año con el contrato de desarrollo, dejó RCA Records, que decidió mantenerla en desarrollo hasta que cumpliera los 18 años. Swift tomó esta decisión porque quería publicar las canciones inmediatamente, para asegurarse de que seguían reflejando sus experiencias adolescentes.
Swift organizó un concierto de presentación en el Bluebird Café de Nashville el 3 de noviembre de 2004; entre los asistentes se encontraba Scott Borchetta, un ejecutivo musical de DreamWorks Records que planeaba crear un sello discográfico independiente, Big Machine Records. Dos semanas después del concierto, firmó un contrato discográfico con Big Machine, con la condición de que ella misma escribiera sus álbumes; su padre compró una participación del tres por ciento en la empresa. El contrato se formalizó en julio de 2005, cuando Swift puso fin a su relación laboral con Dymtrow. A finales de 2005, pasó cuatro meses grabando su álbum debut, Taylor Swift, con el productor Nathan Chapman.

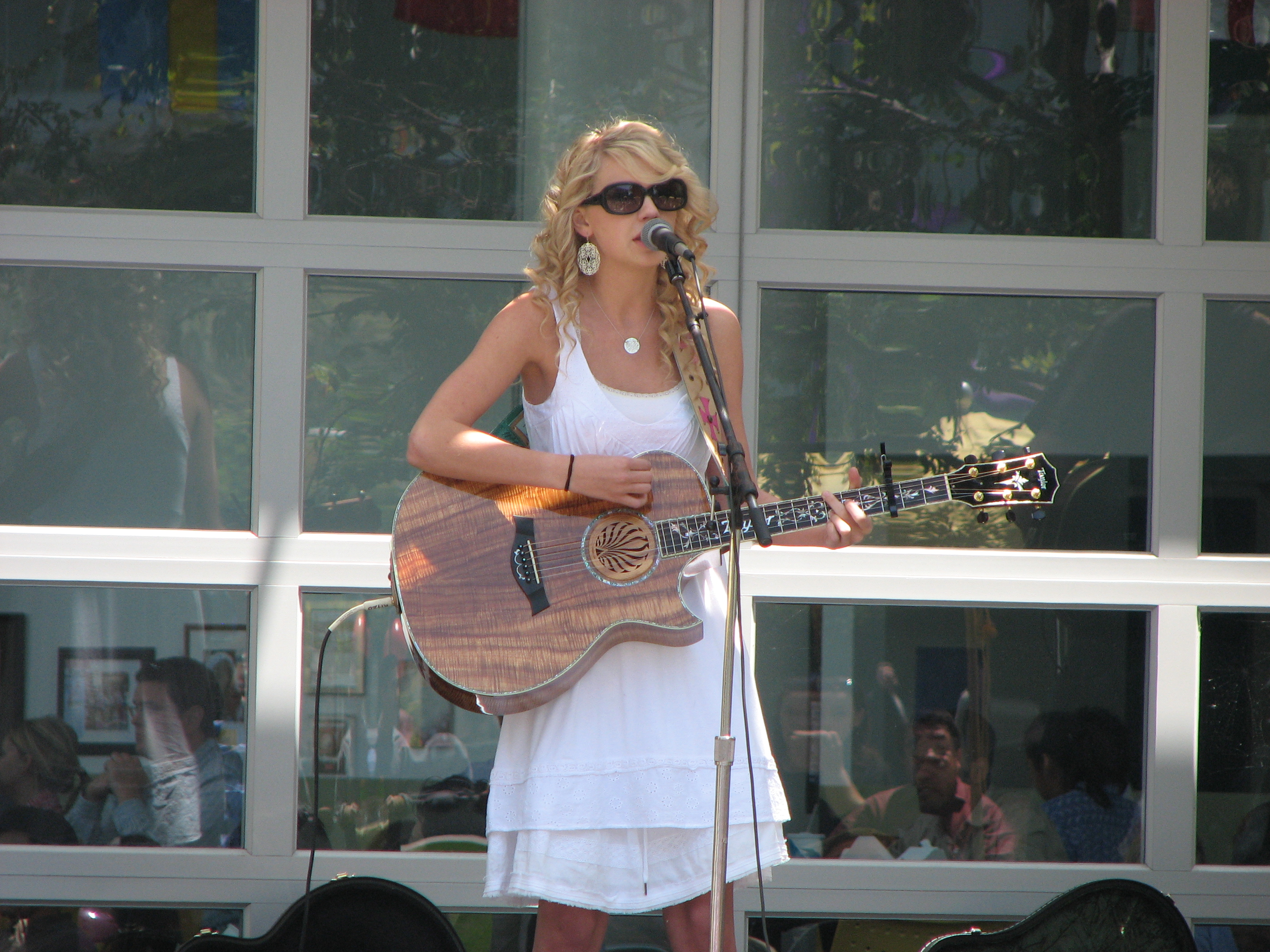
Taylor Swift durante una presentación en la sede de Yahoo en 2007

El primer sencillo de Swift, «Tim McGraw», se lanzó en junio de 2006. Ella y su madre pasaron la mitad de 2006 enviando copias promocionales de la canción a emisoras de radio country de todo Estados Unidos. Taylor Swift se lanzó el 24 de octubre de 2006. En la lista Billboard 200 de Estados Unidos, el álbum alcanzó el número cinco y permaneció 157 semanas, la estancia más larga de un álbum en la década de 2000. Con Taylor Swift, se convirtió en la primera artista femenina de música country en escribir o coescribir todas las canciones de un álbum debut certificado como disco de platino. El álbum se promocionó con una gira radiofónica de seis meses y Swift fue telonera de otros artistas country, como Rascal Flatts en 2006, y George Strait, Brad Paisley, y Tim McGraw y Faith Hill en 2007. Volvió a actuar como telonera de Rascal Flatts en 2008, cuando salía con el cantante Joe Jonas.
Swift lanzó cuatro sencillos más en 2007 y 2008: «Teardrops on My Guitar», «Our Song», «Picture to Burn» y «Should've Said No». «Our Song» y «Should've Said No» alcanzaron el número uno en la lista Hot Country Songs; con «Our Song», Swift se convirtió en la persona más joven en escribir y cantar por sí sola un sencillo country número uno. «Teardrops on My Guitar» fue el sencillo que supuso el gran salto de Swift a las emisoras de radio y las listas de éxitos mainstream, alcanzando el top 10 de las listas Pop Songs, Adult Pop Songs y Adult Contemporary. Sus siguientes lanzamientos fueron el EP navideño The Taylor Swift Holiday Collection en octubre de 2007, y el EP exclusivo de Walmart Beautiful Eyes en julio de 2008. Swift se convirtió en la persona más joven en recibir el premio al compositor/artista del año de la Nashville Songwriters Association en 2007. En la 50.ª edición de los premios Grammy en 2008, fue nominada a mejor artista revelación.

### 2008-2010:Fearless

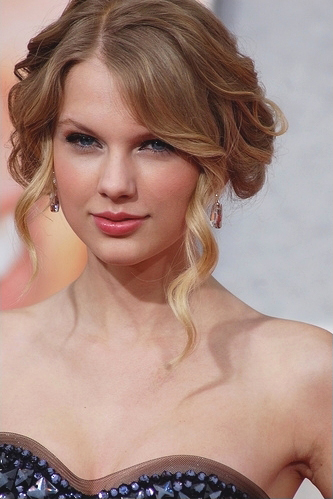
Swift en el estreno de Hannah Montana: la película en 2009. Tuvo un cameo en la película y compuso dos canciones para la banda sonora

El segundo álbum de estudio de Swift, Fearless, se lanzó el 11 de noviembre de 2008 en Norteamérica, y en marzo de 2009 en otros mercados. Fearless pasó 11 semanas en lo más alto de la lista Billboard 200, convirtiéndose en su primer número uno y en el álbum country femenino que más tiempo permaneció en lo más alto de las listas; fue el álbum más vendido de 2009 en Estados Unidos. El primer sencillo del álbum, «Love Story», se convirtió en la primera canción country en encabezar la lista Pop Songs, y su tercer sencillo, «You Belong with Me», fue la primera canción country en encabezar la lista Radio Songs de Billboard, que incluye todos los géneros; ambos alcanzaron el top 5 de la lista Billboard Hot 100 y llegaron a lo más alto de la lista Hot Country Songs. Otros tres sencillos, «White Horse», «Fifteen» y «Fearless», alcanzaron el top 10 de la lista Hot Country Songs. En 2009, Swift fue telonera de la gira de Keith Urban y se embarcó en su primera gira como cabeza de cartel, el Fearless Tour.
Fearless se convirtió en el álbum country más premiado de todos los tiempos. Ganó los tres premios más importantes para un álbum country: álbum del año tanto en los Country Music Association Awards como en los Academy of Country Music Awards en 2009, y mejor álbum country en los Grammy Awards en 2010. En los Grammy, también ganó álbum del año, y «White Horse» ganó mejor canción country y mejor interpretación vocal country femenina. También en 2009, Swift fue nombrada artista del año tanto por los premios American Music como por Billboard, y artista del año por los Country Music Association Awards, convirtiéndose en la persona más joven en ganar este honor. «You Belong with Me» ganó el premio al mejor vídeo femenino en los MTV Video Music Awards. Su discurso de agradecimiento fue interrumpido por el rapero Kanye West, un incidente que se conoció como «Kanyegate» y se convirtió en objeto de controversia y de una amplia cobertura mediática.
Swift colaboró con otros músicos en 2009. Participó en «Half of My Heart» de John Mayer, con quien mantuvo una relación sentimental a finales de ese mismo año. Escribió «Best Days of Your Life» para Kellie Pickler, coescribió y participó en «Two Is Better Than One» de Boys Like Girls, y escribió y grabó, «You'll Always Find Your Way Back Home» y «Crazier», para la banda sonora de Hannah Montana: la película, en la que hizo un cameo. Debutó como actriz en la comedia romántica de 2010 Valentine's Day y escribió «Today Was a Fairytale» para su banda sonora. «Today Was a Fairytale» alcanzó el número uno en la lista Canadian Hot 100. Durante el rodaje de Valentine's Day en octubre de 2009, Swift salió con su coprotagonista Taylor Lautner. En televisión, debutó como una adolescente rebelde en un episodio de CSI: Crime Scene Investigation y presentó y actuó como invitada musical en Saturday Night Live; fue la primera presentadora en escribir su propio monólogo de apertura.

### 2010-2014:Speak NowyRed

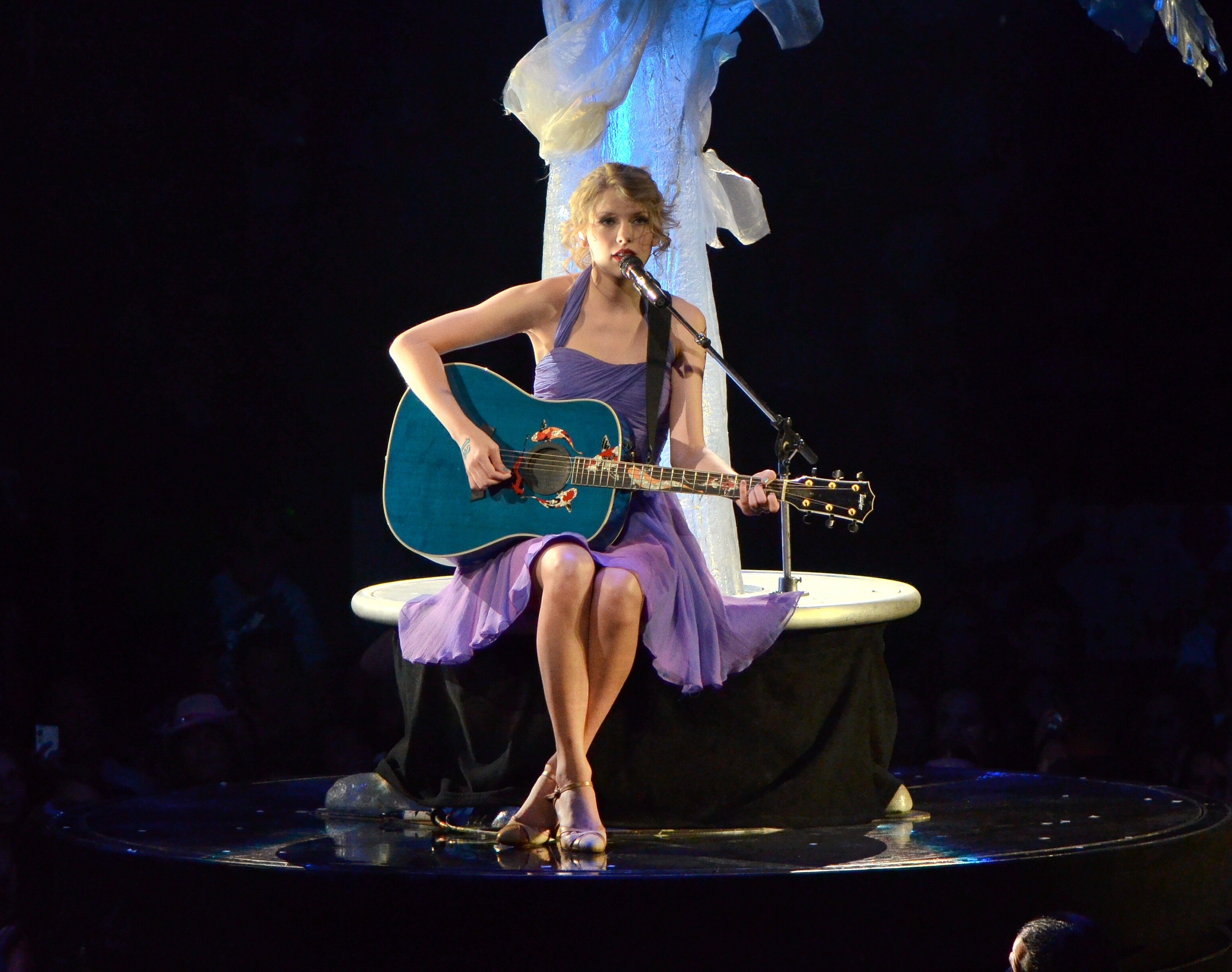
Swift en el Speak Now World Tour el 20 de julio de 2011

Swift compuso íntegramente su tercer álbum de estudio, Speak Now. Lanzado el 25 de octubre de 2010, Speak Now amplía el sonido country pop de Fearless e incorpora fuertes influencias del rock. Speak Now debutó en el Billboard 200 de Estados Unidos con más de un millón de copias vendidas en su primera semana, registrando la cifra más alta en una sola semana para una artista country femenina. Cinco de sus sencillos —«Mine», «Back to December», «Mean», «Sparks Fly» y «Ours»— entraron en el top tres de Hot Country Songs; «Sparks Fly» y «Ours» alcanzaron el número uno. «Mine» alcanzó el número tres y fue el sencillo que más alto llegó en la lista Billboard Hot 100.
Swift se embarcó en la gira mundial Speak Now World Tour entre febrero de 2011 y marzo de 2012. En 2011, Swift fue galardonada como mujer del año por Billboard, artista del año tanto por los Academy of Country Music Awards como por los Country Music Association Awards, y artista del año en los premios American Music. En 2012 volvió a ganar el premio a la artista del año otorgado por la Academia de la Música Country. En la 54.ª edición de los premios Grammy de 2012, «Mean» ganó los premios a la mejor canción country y a la mejor interpretación country solista. Tras el lanzamiento de Speak Now, Swift mantuvo una relación con el actor Jake Gyllenhaal.

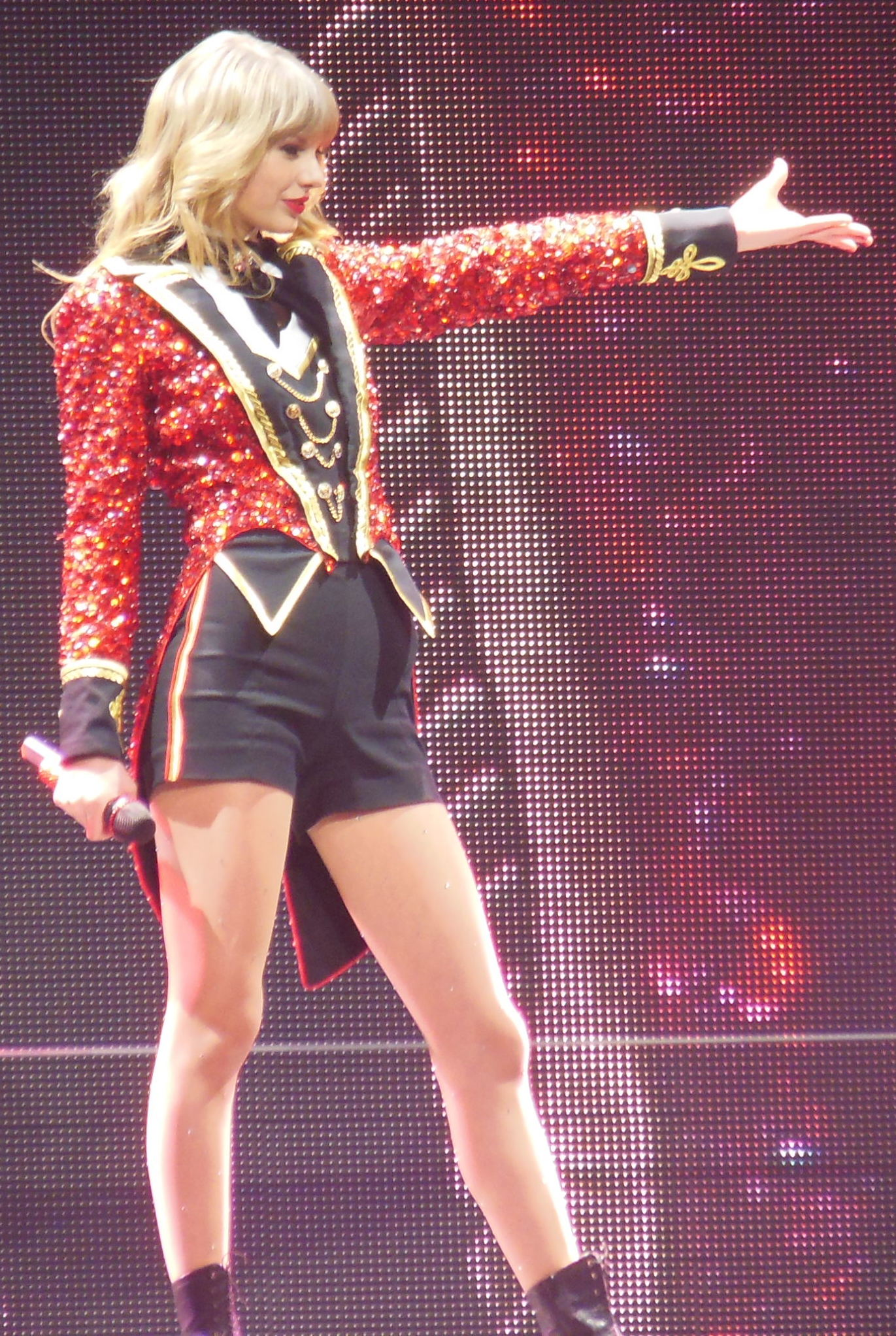
Swift en la gira Red Tour en 2013

El 22 de octubre de 2012, Swift lanzó su cuarto álbum de estudio, Red, que contó con colaboraciones con Chapman y nuevos productores, entre ellos Max Martin, Shellback, Dan Wilson, Jeff Bhasker, Dann Huff y Butch Walker. Concebido como un disco que iba más allá de los lanzamientos country pop de Swift, Red incorpora estilos eclécticos de pop y rock, como el britrock, el dubstep y el dance pop, lo que provocó un debate crítico sobre la condición de Swift como artista country. El álbum debutó en el número uno de la lista Billboard 200 con 1,21 millones de ventas, convirtiéndose en el álbum country más vendido en la historia de Estados Unidos. Fue el primer álbum de Swift en alcanzar el número uno en el Reino Unido. Durante la promoción de Red, Swift mantuvo una relación sentimental con el heredero político Conor Kennedy y, posteriormente, con el cantante Harry Styles.
Los dos sencillos más exitosos de Red, «We Are Never Ever Getting Back Together» y «I Knew You Were Trouble», alcanzaron el número uno y el número dos en la lista Billboard Hot 100. Ambos también llegaron al top cinco de la lista de sencillos del Reino Unido, y el primero fue el primer número uno de Swift en Estados Unidos. Otros dos sencillos, «Begin Again» y «Red», alcanzaron el top 10 de la lista Billboard Hot 100, mientras que otros dos, «Everything Has Changed» y «22», alcanzaron el top 10 de la lista de sencillos del Reino Unido. La gira Red Tour se desarrolló entre marzo de 2013 y junio de 2014 y se convirtió en la gira country más taquillera, con unos ingresos de 150,2 millones de dólares al finalizar. Swift fue nombrada artista del año en los premios American Music de 2013.
Swift compuso y grabó dos canciones para la banda sonora de la película distópica de 2012 Los juegos del hambre: «Eyes Open» y «Safe & Sound». Esta última, coescrita con The Civil Wars y T-Bone Burnett, ganó el premio Grammy a la mejor canción escrita para medios audiovisuales en 2013. Escribió y grabó «Sweeter than Fiction» para la banda sonora de la película biográfica de 2013 Un talento increíble, y participó como vocalista invitada en el sencillo de 2012 de B.o.B «Both of Us» y en el sencillo de 2013 de Tim McGraw «Highway Don't Care». Entre sus papeles como actriz se incluyen un papel de doblaje en la película animada de 2012 The Lorax, un cameo en un episodio de 2013 de la comedia New Girl, y un papel secundario en la película distópica de 2014 The Giver.

### 2014-2018:1989yReputation

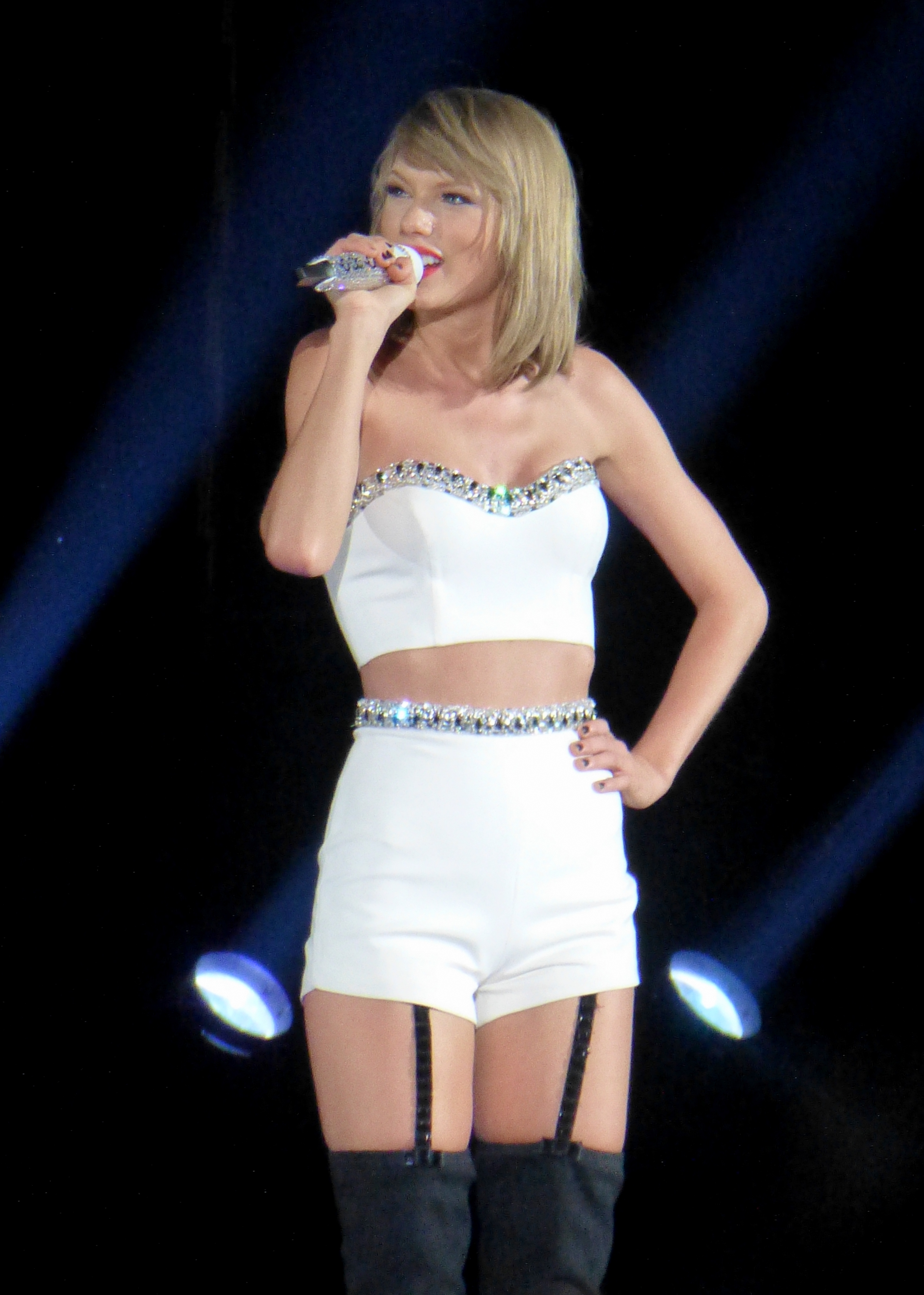
Swift en la ciudad de Detroit como parte de The 1989 World Tour

Swift se mudó de Nashville a Nueva York en marzo de 2014 y transformó su imagen de country a pop con su quinto álbum de estudio, 1989. Lo produjo con Martin, Shellback, Chapman y los nuevos colaboradores Jack Antonoff, Imogen Heap, Ryan Tedder y Ali Payami. Arraigado en el synth pop de los años 1980, 1989 incorpora arreglos electrónicos y de baile de sintetizadores, cajas de ritmos y voces procesadas. Lanzado el 27 de octubre de 2014, el álbum pasó 11 semanas en el número uno y un año en el top 10 de la lista Billboard 200. Ha vendido 14 millones de copias en todo el mundo, convirtiéndose en el álbum más vendido de Swift.
Tres de los sencillos de 1989 —«Shake It Off», «Blank Space» y «Bad Blood»— alcanzaron el número uno en la lista Billboard Hot 100; los dos primeros convirtieron a Swift en la primera mujer en sustituirse a sí misma en el primer puesto. Otros dos sencillos, «Style» y «Wildest Dreams», alcanzaron los puestos seis y cinco, lo que convirtió a 1989 en el primer álbum de Swift en tener cinco sencillos consecutivos en el top 10 de la lista Hot 100. La gira The 1989 World Tour fue la más taquillera de 2015, con unos ingresos de 250 millones de dólares. Fue nombrada mujer del año por Billboard y recibió el primer premio Dick Clark a la excelencia en los premios American Music de 2014, y «Bad Blood» ganó el premio al vídeo del año y a la mejor colaboración en los MTV Video Music Awards de 2015. En la 58.ª edición de los Premios Grammy en 2016, 1989 convirtió a Swift en la primera mujer en ganar dos veces el premio al álbum del año; también ganó el premio al mejor álbum de pop vocal, y «Bad Blood» ganó el premio al mejor vídeo musical.
Durante la promoción de 1989, Swift se opuso públicamente a los servicios gratuitos de streaming musical. En julio de 2014 publicó un artículo de opinión en The Wall Street Journal para destacar la importancia de los álbumes como medio creativo para los artistas, y, en noviembre, retiró su discografía de plataformas de streaming gratuitas financiadas con publicidad, como Spotify. Big Machine mantuvo su música solo en plataformas de pago que requieren suscripción. En una carta abierta de junio de 2015, Swift criticó a Apple Music por no ofrecer regalías a los artistas durante su periodo de prueba gratuito de tres meses y amenazó con retirar su música de la plataforma, lo que llevó a Apple Inc. a anunciar que pagaría a los artistas durante el periodo de prueba gratuito. Big Machine devolvió el catálogo de Swift a Spotify y otras plataformas de streaming gratuitas en junio de 2017.

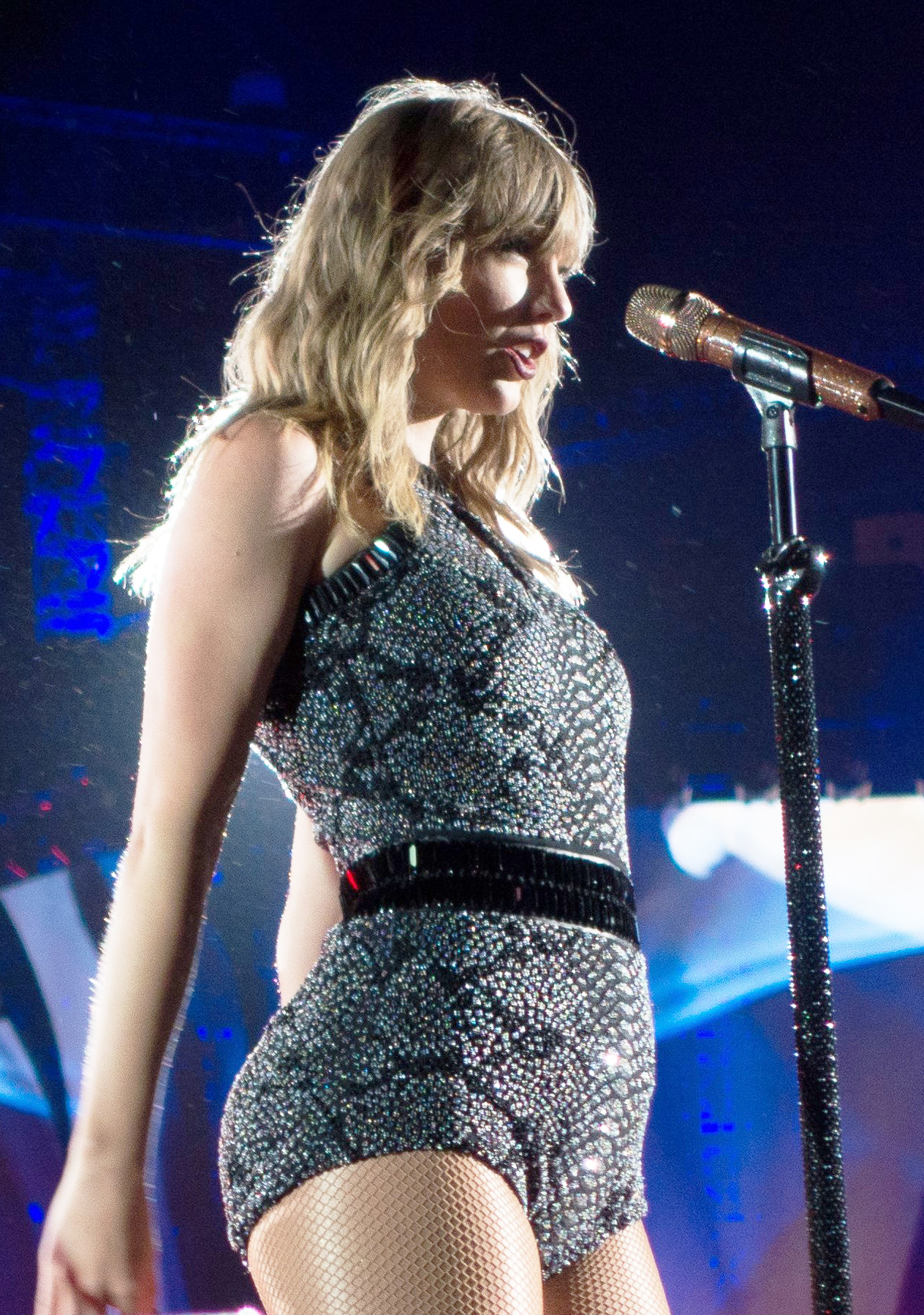
Swift en su Reputation Stadium Tour (2018), la gira norteamericana de mayor recaudación en ese momento

Swift salió con el DJ Calvin Harris desde marzo de 2015 hasta junio de 2016. Ambos coescribieron el sencillo de EDM «This Is What You Came For», que contaba con la voz de Rihanna; inicialmente, Swift apareció en los créditos bajo el seudónimo de Nils Sjöberg. «Better Man», el sencillo de 2016 que Swift escribió para el grupo vocal country Little Big Town, ganó el premio de la Asociación de Música Country a la canción del año. Grabó «I Don't Wanna Live Forever» con Zayn Malik para la banda sonora de la película Cincuenta sombras más oscuras, de 2017; la canción se convirtió en el sencillo más exitoso de la franquicia Cincuenta sombras en la lista Billboard Hot 100, alcanzando el número dos.
En abril de 2016, Kanye West lanzó el sencillo «Famous», en el que hace referencia a Swift en la frase «I made that bitch famous». Swift criticó a West y dijo que nunca había dado su consentimiento para esa letra, pero West afirmó que había recibido su aprobación, y su entonces esposa, Kim Kardashian, publicó unos vídeos en los que se veía a Swift y West hablando amistosamente por teléfono sobre la canción. Aunque se demostró que los clips habían sido editados deliberadamente, la controversia convirtió a Swift en objeto de un movimiento de «cancelación» en Internet, en el que sus detractores la tacharon de falsa y calculadora «serpiente». A finales de 2016, tras salir brevemente con el actor Tom Hiddleston, Swift comenzó una relación de seis años con el actor Joe Alwyn y se tomó un descanso.
En agosto de 2017, Swift presentó una contrademanda y ganó un juicio contra David Mueller, un antiguo locutor de radio de KYGO-FM, que la demandó por daños y perjuicios por la pérdida de su empleo. Cuatro años antes, ella informó a los superiores de Mueller que él la había agredido sexualmente al manosearla en un evento. Las controversias públicas influyeron en el sexto álbum de estudio de Swift, Reputation, que explora temas como la fama, el drama y la búsqueda del amor en medio de las turbulentas relaciones. Se trata de un álbum principalmente electropop, cuya producción maximalista experimenta con estilos urbanos de hip hop y R&B. Lanzado el 10 de noviembre de 2017, Reputation debutó en lo más alto de la lista Billboard 200 con 1,21 millones de ventas en Estados Unidos y también alcanzó el número uno en Australia, Canadá y el Reino Unido.
El primer sencillo de Reputation, «Look What You Made Me Do», encabezó la lista Billboard Hot 100 con las mayores ventas y reproducciones en streaming de 2017, y fue el primer sencillo de Swift en alcanzar el número uno en el Reino Unido. Los sencillos «...Ready for It?», «End Game» y «Delicate» se lanzaron en las emisoras de radio pop y todos ellos alcanzaron el top 20 de la lista Billboard Hot 100. En 2018, Swift colaboró en «Babe» de Sugarland, superó a Whitney Houston como la artista más premiada en los premios American Music y se embarcó en la gira Reputation Stadium Tour, que recaudó 345,7 millones de dólares en todo el mundo.

### 2018-2021:Lover,FolkloreyEvermore
En noviembre de 2018, Swift firmó un contrato discográfico con Universal Music Group, que promocionó sus álbumes bajo el sello Republic Records. El contrato incluía una cláusula por la que Swift conservaba la propiedad de sus másteres. Además, en caso de que Universal vendiera cualquier parte de su participación en Spotify, se comprometía a distribuir una parte no recuperable de los ingresos entre sus artistas.

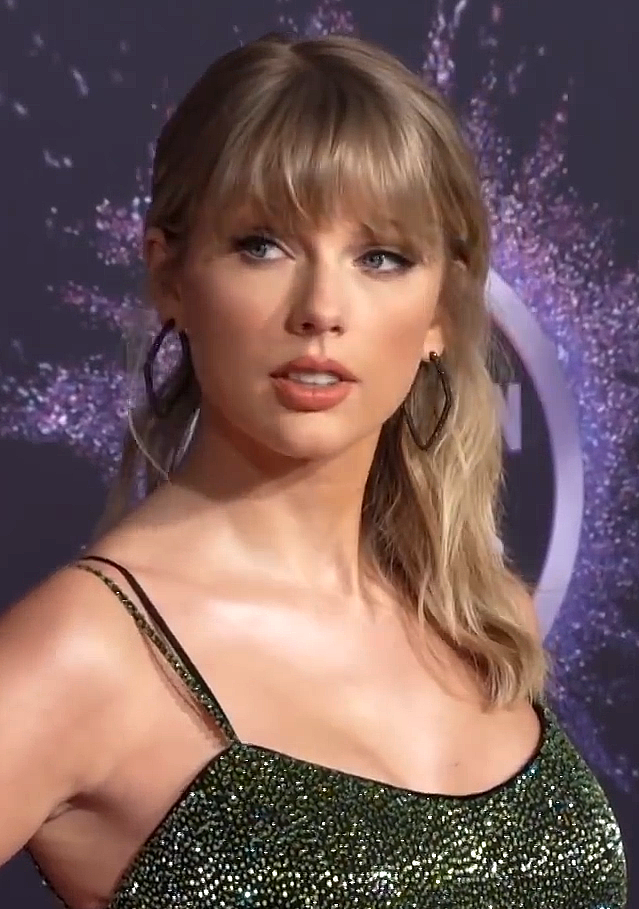
Swift en los Premios American Music de 2019, donde fue nombrada artista de la década

El primer álbum de Swift con Republic Records y el séptimo en total, Lover, se lanzó el 23 de agosto de 2019. Lo produjo junto con Antonoff, Louis Bell, Frank Dukes y Joel Little. Lover alcanzó el primer puesto en las listas de éxitos de países como Australia, Canadá, Irlanda, México, Noruega, Suecia, Reino Unido y Estados Unidos, y fue el álbum más vendido a nivel mundial por un artista en solitario en 2019. Tres de sus sencillos, «Me!», «You Need to Calm Down» y «Lover», se lanzaron en 2019 y alcanzaron el top 10 de la lista Billboard Hot 100. «The Man» se lanzó en 2020 y alcanzó el top 30, y «Cruel Summer» volvió a ser un éxito en 2023, alcanzando el número uno.
En 2019, Swift fue galardonada como artista de la década por los premios American Music y mujer de la década por Billboard, y se convirtió en la primera artista femenina en ganar el premio al vídeo del año por un vídeo autodirigido con «You Need to Calm Down» en los MTV Video Music Awards. Durante la promoción de Lover, Swift se vio envuelta en una disputa pública con el representante artístico Scooter Braun después de que este comprara Big Machine Records, incluyendo los derechos de sus álbumes bajo ese sello. Swift afirmó que Big Machine solo le permitiría adquirir las grabaciones originales si a cambio entregaba un álbum nuevo por cada uno de los antiguos en virtud de un nuevo contrato, que ella se negó a firmar. En noviembre de 2020, Swift comenzó a regrabar su catálogo anterior, lo que le permitiría controlar las licencias de sus canciones para uso comercial.
En febrero de 2020, Swift firmó un contrato editorial con Universal Music Publishing Group tras expirar su contrato de 16 años con Sony/ATV. En medio de la pandemia de COVID-19 en 2020, Swift lanzó por sorpresa dos «álbumes hermanos» que grabó y produjo con Antonoff y Aaron Dessner: Folklore el 24 de julio y Evermore el 11 de diciembre. Joe Alwyn coescribió y coprodujo varias canciones bajo el seudónimo de William Bowery. Ambos álbumes incorporan sonidos indie folk e indie rock apagados y atmosféricos con orquestaciones; cada uno de ellos fue respaldado por tres sencillos dirigidos a los formatos de radio pop, country y triple A de Estados Unidos. Los sencillos fueron «Cardigan», «Betty» y «Exile» de Folklore, y «Willow», «No Body, No Crime» y «Coney Island» de Evermore. Folklore y «Cardigan» convirtieron a Swift en la primera artista en debutar con un álbum y una canción número uno en la misma semana en Estados Unidos; volvió a lograr la hazaña con Evermore y «Willow».
Swift ganó el premio a la artista del año en los premios American Music de 2020 y el premio al álbum del año por Folklore en la 63.ª edición de los premios Grammy en 2021, convirtiéndose en la primera mujer en ganar tres veces el premio Grammy al álbum del año. Interpretó a Bombalurina en la adaptación cinematográfica del musical Cats (2019) de Andrew Lloyd Webber, para el que coescribió y grabó la canción original «Beautiful Ghosts». El documental Miss Americana, que narraba partes de la vida y la carrera de Swift, se estrenó en el Festival de Cine de Sundance de 2020.

### 2021-2023: Regrabaciones yMidnights

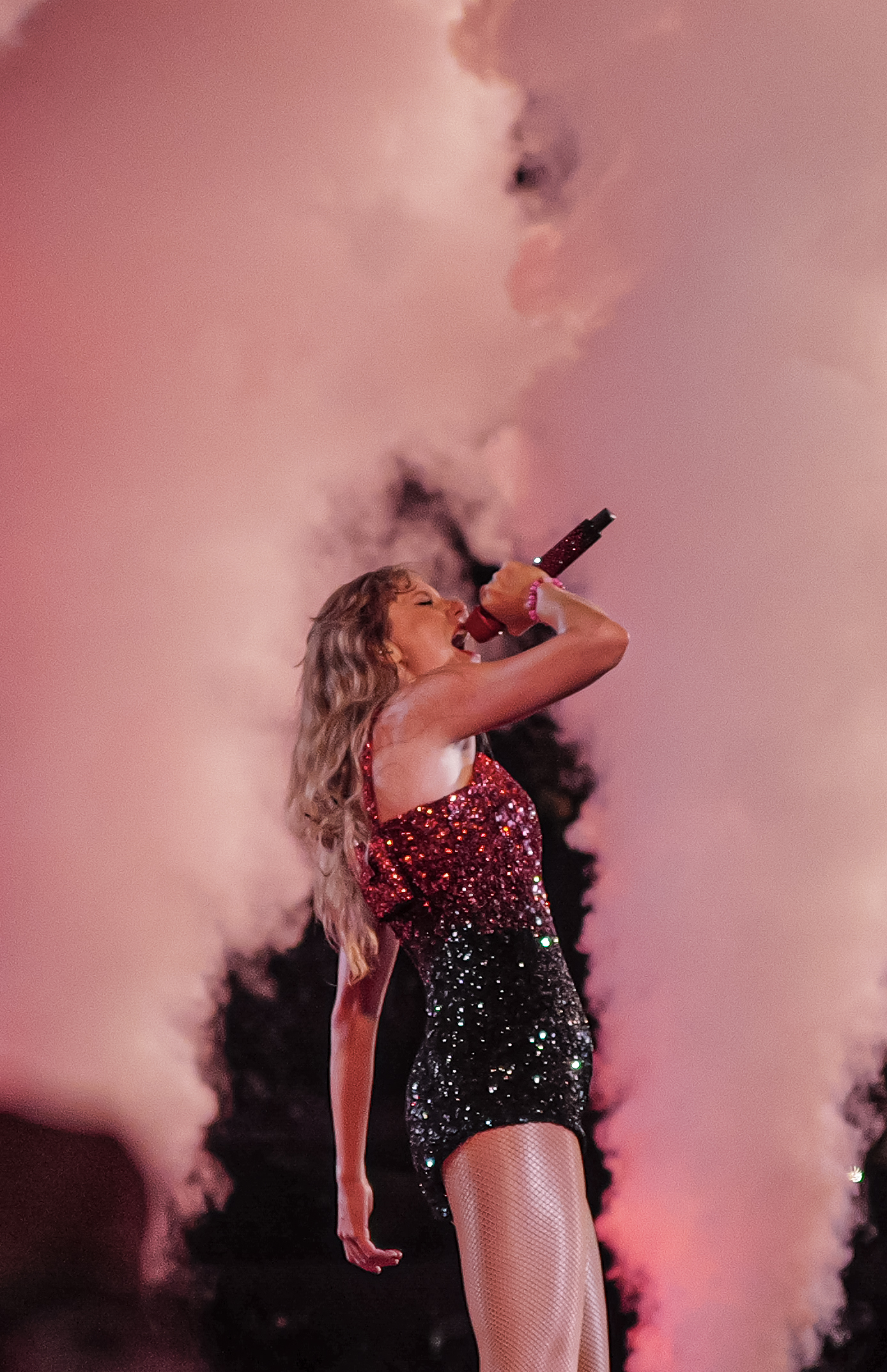
Swift actuando en Inglewood en su gira The Eras Tour en 2023

Swift lanzó dos álbumes regrabados en 2021: Fearless (Taylor's Version) en abril y Red (Taylor's Version) en noviembre. Ambos alcanzaron el primer puesto de la lista Billboard 200, y el primero fue el primer álbum regrabado en lograrlo. El segundo ayudó a Swift a superar a Shania Twain como la artista femenina con más semanas en el número uno de la lista Top Country Albums. La canción «All Too Well (10 Minute Version)» de Red (Taylor's Version) se convirtió en la canción más larga de la historia en alcanzar el número uno de la lista Billboard Hot 100.
El décimo álbum de estudio de Swift, Midnights, se publicó el 21 de octubre de 2022. El álbum presenta un sonido minimalista de electropop y synth pop con elementos de hip hop, R&B y electrónica. Midnights fue el quinto álbum de Swift en debutar en lo más alto de la lista Billboard 200, con un millón de ventas en su primera semana en Estados Unidos. Sus temas, encabezados por el sencillo «Anti-Hero», la convirtieron en la primera artista en ocupar los diez primeros puestos de la lista Billboard Hot 100 en la misma semana. El álbum alcanzó el primer puesto en las listas de al menos otros 14 países, entre ellos Australia, Canadá, Francia, Alemania, Italia, Noruega y Suecia. Otros dos sencillos, «Lavender Haze» y «Karma», alcanzaron el número dos en la lista Billboard Hot 100.

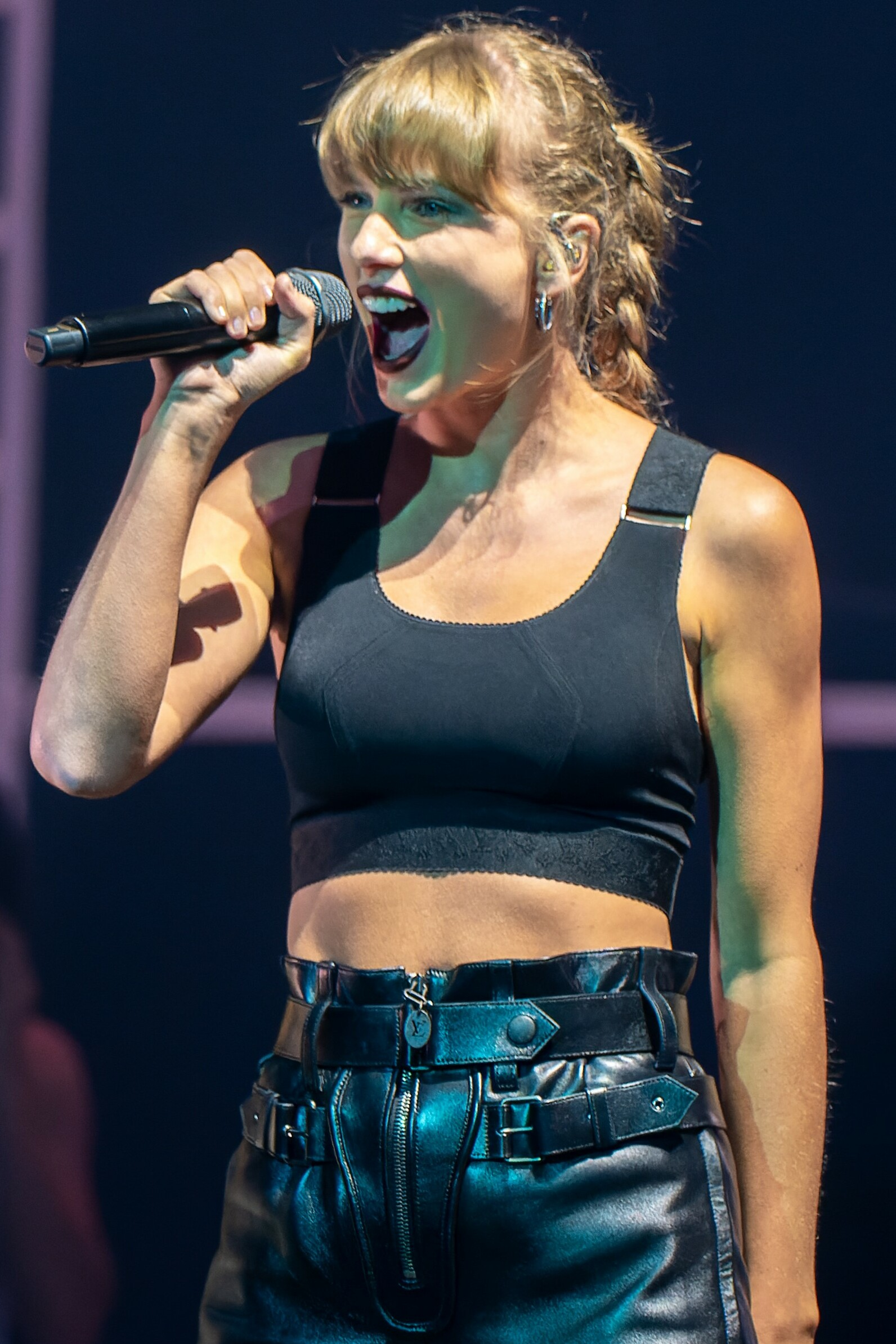
Swift actuando en 2022

En 2023, Swift lanzó dos álbumes regrabados: Speak Now (Taylor's Version) en julio y 1989 (Taylor's Version) en octubre. El primero convirtió a Swift en la mujer con más álbumes número uno (12) en la historia de Billboard 200, superando a Barbra Streisand, y el segundo fue su sexto álbum en vender un millón de copias en Estados Unidos durante la primera semana. El sencillo «Is It Over Now?» de 1989 (Taylor's Version) alcanzó el número uno en la lista Billboard Hot 100. Swift colaboró en «Renegade» y «Birch» (2021) de Big Red Machine, «Gasoline» (2021) de Haim, «The Joker and the Queen» de Ed Sheeran (2022), y «The Alcott» de The National (2023). Escribió y grabó «Carolina» para la banda sonora de la película de misterio de 2022 La chica salvaje, y tuvo un papel secundario en la comedia de época de 2022 Amsterdam.
En 2022, Swift ganó el premio a la artista del año en los premios American Music y el premio al vídeo del año por All Too Well: The Short Film, su cortometraje autodirigido que acompaña a «All Too Well (10 Minute Version)» en los MTV Video Music Awards; All Too Well también ganó el premio Grammy al mejor vídeo musical. Al año siguiente, volvió a ganar el premio MTV Video Music Award al vídeo del año con «Anti-Hero», se convirtió en la primera artista en ocupar el primer puesto en la lista de artistas más importantes del año de Billboard en tres décadas diferentes (2009, 2015 y 2023) y tuvo cinco de los diez álbumes más vendidos del año en Estados Unidos, un récord desde que Luminate comenzó a registrar las ventas de música en Estados Unidos en 1991. En la 67.ª edición de los premios Grammy en 2025, Midnights convirtió a Swift en la primera artista en ganar cuatro veces el premio al álbum del año; también ganó el premio al mejor álbum vocal pop.

### Desde 2023: The Eras Tour,The Tortured Poets Department y The Life of a Showgirl
En marzo de 2023, Swift se embarcó en The Eras Tour, que concibió como un homenaje a toda su discografía. La gira abarcó los cinco continentes hasta diciembre de 2024. Tuvo un impacto cultural, económico y político a nivel mundial y culminó con una popularidad sin precedentes para Swift, lo que dio lugar a un fenómeno que los medios de comunicación denominaron «Swiftmania». The Eras Tour se convirtió en la gira más taquillera de la historia, con unos ingresos de 2000 millones de dólares. La película del concierto recaudó 250 millones de dólares, convirtiéndose en la más taquillera de su tipo, y su fotolibro vendió casi un millón de copias en su primera semana en Estados Unidos. La gira inspiró los álbumes de estudio número once y doce de Swift, The Tortured Poets Department y The Life of a Showgirl, respectivamente.

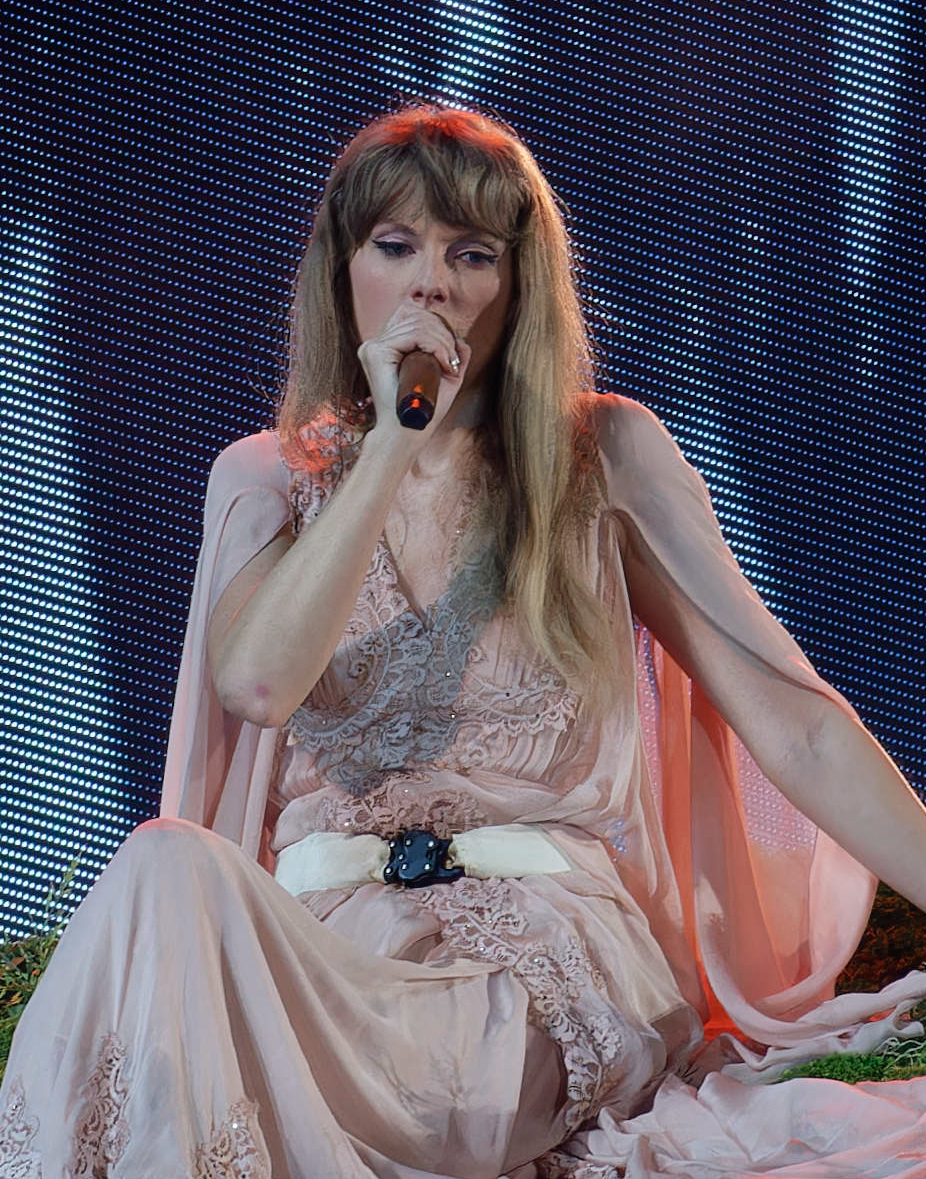
Swift en The Eras Tour en 2023

Durante The Eras Tour, surgieron controversias en torno al monopolio de Ticketmaster que provocaron un escrutinio político en Estados Unidos, una mala gestión de las instalaciones que causó una muerte en Brasil, y un acuerdo de exclusividad con Singapur que generó tensiones políticas en el sudeste asiático. En julio de 2024, tres niños murieron en un ataque con arma blanca en un taller temático sobre Swift en Southport, Inglaterra, lo que provocó disturbios civiles en el Reino Unido. Al mes siguiente, se cancelaron los conciertos de Viena tras la detención de los sospechosos que planeaban un atentado terrorista.
El álbum The Tortured Poets Department se lanzó el 19 de abril de 2024. Se convirtió en el primer álbum en acumular mil millones de reproducciones en Spotify en una semana y encabezó las listas de éxitos de varios países, entre ellos Australia, Canadá, Francia, Alemania y el Reino Unido. En Estados Unidos, The Tortured Poets Department debutó en lo más alto de la lista Billboard 200 con 2,6 millones de unidades vendidas en su primera semana y se mantuvo en el número uno durante 17 semanas, convirtiéndose en el álbum de Swift que más tiempo ha permanecido en lo más alto. El álbum fue el más vendido a nivel mundial en 2024, con 5,6 millones de copias vendidas. Sus canciones, encabezadas por el sencillo «Fortnight», la convirtieron en la primera artista en monopolizar los 14 primeros puestos de la lista Billboard Hot 100 en la misma semana; el segundo sencillo, «I Can Do It with a Broken Heart», alcanzó el tercer puesto.
Swift comenzó a salir con el jugador de fútbol americano Travis Kelce en 2023; su relación de alto perfil les valió el estatus de superpareja. En enero de 2024, se publicaron en Twitter imágenes pornográficas generadas por IA que mostraban a Swift en un contexto futbolístico, las cuales se difundieron a otras plataformas de redes sociales, lo que provocó críticas y demandas de reforma legal. El 30 de mayo de 2025, Swift finalizó la compra de los derechos de sus seis primeros álbumes de estudio originales a Shamrock Holdings, que los había adquirido a Braun en 2020. Tres meses más tarde, Swift anunció su duodécimo álbum de estudio, The Life of a Showgirl, cuyo lanzamiento está previsto para el 3 de octubre de 2025.

## Arte

### Estilos musicales
Con sus continuas reinvenciones musicales, Swift fue descrita como un «camaleón» musical por publicaciones como Time y la BBC. Su discografía abarca estilos como el pop, el country, el folk, y el rock, con elementos de R&B, hip hop e indie pop. Se identificó a sí misma como artista country con sus cuatro primeros álbumes de estudio, desde Taylor Swift hasta Red. Sus influencias fueron artistas country femeninas de la década de 1990 como Shania Twain, Faith Hill, LeAnn Rimes, las Dixie Chicks, y el sonido country crossover de Keith Urban con elementos de rock, pop y blues. Los álbumes presentan un sonido country pop definido por instrumentos como el banjo de seis cuerdas, la mandolina, el violín, un ligero twang en la voz de Swift y melodías pop-rock; Speak Now se inspira en estilos roqueros de los años 1970 y 1980, como el pop rock, el pop punk y el arena rock. Algunos críticos argumentaron que el country era un indicador de la composición de Swift más que de su estilo musical y la acusaron de alejar el country mainstream de sus raíces.
Tras el debate crítico en torno al estilo ecléctico de pop, rock y electrónico de Red, Swift eligió el synth pop de los años 1980 como sonido definitorio de su renovado arte pop y su imagen, inspirándose en la música de Phil Collins, Annie Lennox, Peter Gabriel y Madonna. 1989, el primer álbum en esta dirección, incorpora arreglos electrónicos que consisten en densos sintetizadores y cajas de ritmos. Swift amplió la producción electrónica en sus siguientes álbumes. Reputation consiste en influencias de hip hop, R&B y EDM; arreglos maximalistas de bajos pesados y voces manipuladas; y un énfasis en el ritmo. Lover incorpora sonidos eclécticos del country, el pop punk y el folk rock. Midnights y The Tortured Poets Department tienen un sonido synth pop minimalista caracterizado por sintetizadores analógicos, notas de bajo sostenidas y patrones simples de caja de ritmos. Cuando Swift adoptó una identidad pop, los críticos roqueros lo consideraron una erosión de la autenticidad de sus composiciones country, pero otros lo consideraron necesario para su evolución artística y la defendieron como pionera del poptimismo.
Sus álbumes de 2020, Folklore y Evermore, descritos por algunos críticos como «alternativos», exploran los estilos indie folk e indie rock. Incorporan un paisaje sonoro sutil y minimalista con orquestación, sintetizadores silenciados y pads de percusión. Evermore experimenta con estructuras musicales variadas, compases asimétricos e instrumentos diversos. Los críticos consideraron que los estilos indie eran una representación madura del estatus de cantautora de Swift y le atribuyeron el mérito de popularizar la música «alternativa», aunque hubo desacuerdos sobre esta descripción.

### Voz
Swift posee un registro vocal de mezzosoprano, pero canta principalmente en su registro de contralto. Las críticas de sus primeros álbumes country criticaban su voz por ser débil y forzada en comparación con la de otras cantantes country. Los defensores de Swift apreciaban que se abstuviera de corregir su tono con Auto-Tune y que diera prioridad a la intimidad y la emotividad para comunicar los mensajes de sus canciones a su público, un estilo que los críticos han descrito como coloquial. Según la crítica Ann Powers, este estilo de canto se demuestra a través de la atención de Swift a los detalles para transmitir un sentimiento exacto: «el sutil ajuste de palabras y frases para sugerir estados de ánimo como la duda, la esperanza y la intimidad».
En Red y 1989, la voz de Swift se procesa con efectos electrónicos como ajustes de sintetizador, bucles y multipistas, para acompañar la producción pop. Su voz en Reputation y Midnights incorpora influencias del hip hop y el R&B que dan como resultado una interpretación cercana al rap, que enfatiza el ritmo y la cadencia por encima de la melodía. Utiliza ampliamente su registro vocal grave en Folklore y tanto su registro grave como agudo en Evermore; la musicóloga Alyssa Barca describió su timbre en el registro agudo como «susurrante y brillante» y el registro grave como «pleno y oscuro».
La acogida de la voz de Swift ha sido más positiva desde el lanzamiento de Folklore. La crítica Amanda Petrusich comentó en 2023 que su canto se había enriquecido con una mayor claridad y tono, incluso en las actuaciones en directo. Rolling Stone la situó en el puesto 102 de su lista de 2023 «Los 200 mejores cantantes de todos los tiempos»; la revista argumentó que su timbre susurrante le permite una amplia gama de expresiones y comentó: «Hace una década, incluirla en esta lista habría sido una decisión controvertida, pero sus últimos lanzamientos, como Folklore, Evermore y Midnights, han zanjado oficialmente la discusión». Para Powers, la versatilidad vocal de Swift es el resultado de su evolución artística, que combina «sutiles interpolaciones de las cadencias del hip hop y el timbre relajado de los cantantes de country».

### Composición
La fascinación de Swift por la composición musical comenzó en su infancia; ella atribuye a su madre el haber despertado su interés temprano al ayudarla a preparar presentaciones para el colegio, y solía inventar letras para las canciones de las bandas sonoras de Disney cuando se le acababan las palabras al cantarlas. Al principio de su carrera, sus influencias fueron los músicos country Patsy Cline, Loretta Lynn, Tammy Wynette y Dolly Parton; y las cantautoras de los años 1990 Melissa Etheridge, Sarah McLachlan y Alanis Morissette. En entrevistas posteriores, mencionó a Joni Mitchell y Pete Wentz, de Fall Out Boy, como influencias adicionales; y a Paul McCartney, Bruce Springsteen, Emmylou Harris y Kris Kristofferson como modelos a seguir en su carrera por su producción musical evolutiva y consistente.
Swift se considera ante todo una compositora. Divide sus letras en tres tipos: «letras de pluma», canciones basadas en un poetismo anticuado; «letras de pluma estilográfica», basadas en historias modernas y vívidas; y «letras de bolígrafo», que son alegres y frívolas. Utilizando la composición para lidiar con sus experiencias personales, sus canciones son en gran parte autobiográficas y presentan narrativas que giran principalmente en torno al amor y las relaciones románticas. Empezaba a escribir identificando una emoción que quería transmitir, y luego seguían la historia y la melodía. Mientras que Taylor Swift y Fearless se basan en sentimientos adolescentes y detallan romances optimistas inspirados en cuentos de hadas, Speak Now refleja su juventud adulta con una nueva sabiduría sobre el desamor en la vida real. Red explora la confusión de una ruptura intensa, y 1989 reflexiona sobre las relaciones fallidas con una perspectiva melancólica; ambos álbumes incorporan letras que insinúan el sexo, lo que refleja su crecimiento personal. Swift describió Lover como una «carta de amor al amor», inspirada en su comprensión del «amor que era muy real».
A medida que avanzaba su carrera, Swift escribió sobre la percepción de sí misma y la confrontación con sus críticos, influenciada por la fama, el sexismo y el escrutinio de su vida personal por parte de la prensa. Esto se exhibió por primera vez en Speak Now, que sentó el precedente para las frenéticas especulaciones de los medios de comunicación sobre los temas de las canciones de Swift, específicamente en lo que respecta a su historial sentimental; Swift considera esta práctica sexista. Reputation aborda tanto las controversias públicas que empañaron su imagen sana como un romance floreciente con intimidad y vulnerabilidad; sus extensas referencias al sexo y al alcohol lo diferencian de la inocencia juvenil que caracterizaba los álbumes anteriores de Swift. Las reflexiones nocturnas que se abordan en Midnights abarcan arrepentimientos y fantasías, influidas por la conciencia que Swift tiene de su fama. The Tortured Poets Department fue concebido en medio de su mayor fama, traída por la gira The Eras Tour y su vida amorosa intensamente publicitada durante 2023. Explora el desamor y otros temas hasta el extremo: deseos eróticos, amor prohibido y escapar del foco público.
En Folklore y Evermore, Swift se inspiró en el escapismo y el romanticismo para explorar narrativas ficticias, alejándose de la composición autobiográfica que había caracterizado su arte. Implantó sus emociones en personajes imaginarios y arcos narrativos, inspirándose en autores y poetas de la literatura romántica y modernista como F. Scott Fitzgerald, Robert Frost, William Wordsworth y Emily Dickinson, la última de las cuales era prima lejana de Swift. Los personajes de Folklore y Evermore construyen sus narrativas basándose en fragmentos de memoria, simbolizando la naturaleza de los cuentos populares y las tradiciones orales que se transmiten a través del tiempo.
Swift considera que sus composiciones son «confesionales», y los académicos han relacionado su estilo con el de la poesía confesional, ya que sus canciones hacen referencia a acontecimientos personales y dan a conocer sus sentimientos internos al público. La acogida crítica de sus composiciones ha sido en gran medida positiva, y sus composiciones melódicas han destacado por optimizar la forma estrofa-estribillo con puentes memorables. Varios estudiosos le han atribuido el mérito de haber llevado la tradición de los cantautores confesionales a nuevas cotas, y los periodistas la han descrito de diversas maneras como «poeta laureada» de la pubertad, del romance y de su generación. Algunos críticos han desestimado su estilo «confesional» como material para el cotilleo sensacionalista. La objeción al valor poético percibido de sus canciones, principalmente por parte de críticos roqueros, la considera una estrella del pop que utiliza subtextos literarios como estrategia comercial, con metáforas que a veces son imprecisas o autoindulgentes.
Los estudiosos han atribuido las críticas a las composiciones de Swift al sexismo. El musicólogo Travis Stimeling argumentó que, si bien la autenticidad autobiográfica de Swift se ajusta a los estándares del country y el rock, sus detractores, en su mayoría hombres, consideran que sus descripciones líricas de las experiencias de una mujer joven son triviales y carecen de mérito serio. Según el académico anglosajón Ryan Hibbett, estas críticas de carácter sexista impiden que Swift reciba el mismo reconocimiento artístico que Bob Dylan, cuya dependencia de temas románticos y ocasionales imprecisiones literarias no son objeto de críticas tan duras. En opinión de la crítica literaria Stephanie Burt, aunque la escritura de Swift no es poesía en su sentido tradicional, es competente a la hora de «introducir un lenguaje inventivo y evocador en melodías pop diseñadas para ser cantadas».

### Actuaciones

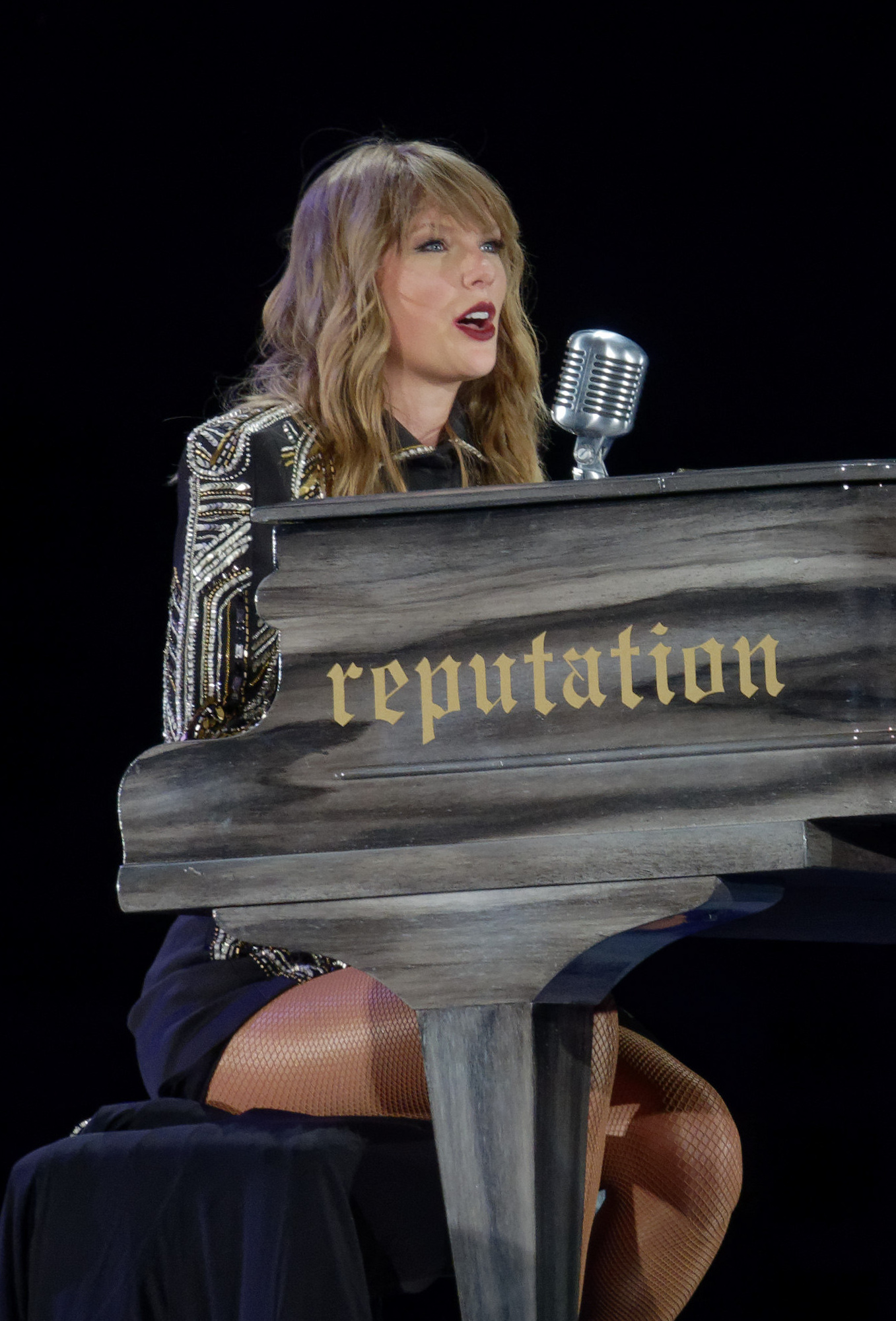
Swift actuando en el Reputation Stadium Tour en Seattle en mayo de 2018

Los conciertos de Swift cuentan con una puesta en escena muy elaborada, que incorpora elementos del teatro de Broadway y la alta tecnología. No se basa en coreografías complejas, sino que se centra en conectar emocionalmente con su público a través de la narración y la interpretación vocal. Desde 2007, ha realizado giras con la misma banda en directo. Toca cuatro instrumentos en directo: guitarra (incluidas la eléctrica, la acústica de seis cuerdas y la de doce cuerdas), banjo de seis cuerdas, piano y ukelele. 
Los críticos han elogiado su presencia en el escenario, su resistencia y su capacidad para crear un ambiente íntimo para su público, incluso en estadios. Sasha Frere-Jones, en un artículo de 2008 para The New Yorker, la calificó como una artista «dotada de un talento sobrenatural» que demostraba profesionalidad con una energía vibrante. En el artículo de Time sobre la Persona del año 2023, Sam Lansky escribió: «Swift es muchas cosas en el escenario —vulnerable y triunfante, juguetona y triste—, pero la intimidad de su arte compositivo es lo más destacado».

### Vídeos y realización cinematográfica
Swift destaca los elementos visuales como un componente creativo clave de su música. En 2008 fundó su productora, Taylor Swift Productions. Su debut como directora fue el videoclip de «Mine», codirigido con Roman White en 2010; y en 2011 desarrolló el concepto y el tratamiento de «Mean». Para los vídeos musicales de los sencillos de 1989 y Reputation, colaboró ampliamente con el director Joseph Kahn en ocho vídeos; entre ellos, produjo «Bad Blood», que ganó el premio al mejor vídeo musical en los premios Grammy de 2016. Trabajó con American Express en el videoclip «Blank Space» (dirigido por Kahn) y fue productora ejecutiva de la aplicación interactiva AMEX Unstaged: Taylor Swift Experience, por la que ganó un premio Primetime Emmy al mejor programa interactivo en 2015.
A fecha de mayo de 2025, Swift ha dirigido 13 de sus videoclips. Su primer trabajo como directora en solitario fue «The Man», que la convirtió en la primera artista femenina en ganar el premio MTV Video Music Award a la mejor dirección. All Too Well: The Short Film supuso su debut como cineasta y la convirtió en la primera artista en ganar el premio Grammy al mejor vídeo musical como directora en solitario. En junio de 2023, Swift fue invitada a la Academia de Artes y Ciencias Cinematográficas. Ha citado a Joseph Kahn, Chloé Zhao, Greta Gerwig, Nora Ephron, Guillermo del Toro, John Cassavetes y Noah Baumbach como influencias en su carrera cinematográfica.

## Logros

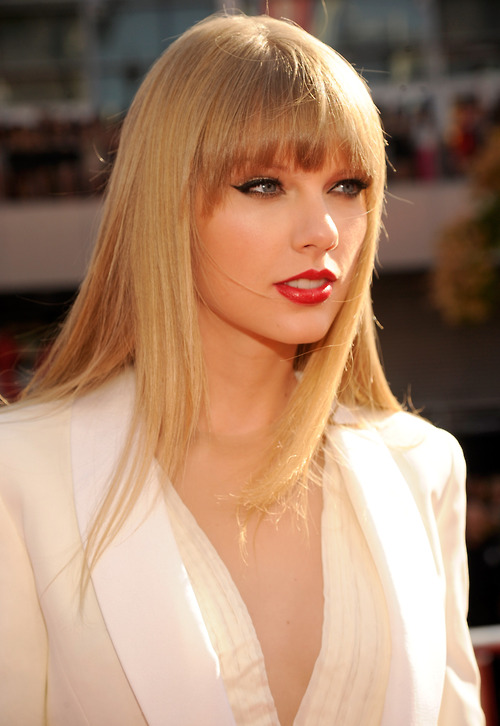
Swift en los MTV Video Music Awards de 2012

Swift ha ganado 14 premios Grammy (incluidos cuatro premios al álbum del año, el mayor número ganado por un artista), 12 premios de la Asociación de Música Country, ocho premios de la Academia de la Música Country, dos premios Brit y un premio Emmy. Es la artista más galardonada de los premios American Music (40), los Billboard Music Awards (49), y los MTV Video Music Awards (30, empatada con Beyoncé). Swift es la primera mujer y la segunda artista en general (después de Garth Brooks) en ser galardonada con el premio Pinnacle de los premios de la Asociación de Música Country, en 2013, y la primera mujer en recibir el premio icono global de los Brit Awards, en 2021. En la 64.ª edición de los BMI Pop Awards en 2016, Swift se convirtió en la primera compositora en recibir un premio que lleva su nombre, el Taylor Swift Award. Es la persona más joven que aparece en la lista de Rolling Stone de 2015 «Los 100 mejores compositores de todos los tiempos», recibió el premio Songwriter Icon Award de la National Music Publishers' Association en 2021, y fue nombrada compositora-artista de la década por la Nashville Songwriters Association en 2022.
La Federación Internacional de la Industria Fonográfica la ha galardonado como la Global Recording Artist of the Year en cinco ocasiones (2014, 2019, 2022, 2023 y 2024), más que ningún otro artista. Es la artista más reproducida en Spotify hasta febrero de 2024, y la artista con mayor recaudación de todos los tiempos, con unos ingresos acumulados de 3120 millones de dólares hasta diciembre de 2024. Sus récords en las listas incluyen el mayor número de álbumes número uno en el Reino Unido e Irlanda para una artista femenina en el siglo XXI; es la primera artista en ocupar los cinco primeros puestos de la lista de álbumes australiana, lo que ha conseguido en dos ocasiones, y en el top 10 de la lista de sencillos australiana; el mayor número de entradas, el mayor número de entradas simultáneas y el mayor número de entradas en el número uno para un solista en la lista Billboard Global 200; y la primera artista en pasar 100 semanas en lo más alto de la lista Billboard Artist 100.
En Estados Unidos, Swift ha vendido 116,7 millones de álbumes, hasta mayo de 2025. Es la artista solista con más semanas en el número uno de la lista Billboard 200; la artista femenina con más álbumes número uno en la lista Billboard 200 (14) y más debuts número uno en la lista Billboard Hot 100 (7, empatada con Ariana Grande); la artista con más canciones número uno en Pop Airplay; la primera artista en colocar cinco álbumes en el top 10 de la lista Billboard 200; y la primera mujer en tener tanto un álbum (Fearless) como una canción («Shake It Off») certificados con el disco de diamante por la Recording Industry Association of America (RIAA). Billboard la situó en el número ocho de su lista «Los mejores artistas de todos los tiempos» (2019), en el número dos de «Los artistas pop más grandes del siglo XXI» (2024), y en el número uno de «Las 100 mejores artistas femeninas del siglo XXI» y «Los mejores artistas del siglo XXI» (ambas en 2025).
Swift ha aparecido en listas de personas influyentes. En 2024, se convirtió en la primera artista solista, y la segunda en general (después de Beyoncé y Jay-Z), en encabezar la clasificación anual Power 100 de Billboard de los principales ejecutivos de la industria musical. La revista Time la incluyó en su lista anual de las 100 personas más influyentes en 2010, 2015 y 2019. Fue una de las «Silence Breakers» que la revista destacó como Persona del año en 2017 por denunciar las agresiones sexuales. En 2023, se convirtió en la primera persona en ser reconocida como Persona del año por Time por sus «logros en las artes» y en la primera mujer en aparecer en la portada de Persona del año más de una vez. Recibió un doctorado honorífico en Bellas Artes por la Universidad de Nueva York y fue la encargada de pronunciar el discurso de graduación el 18 de mayo de 2022.

## Imagen pública

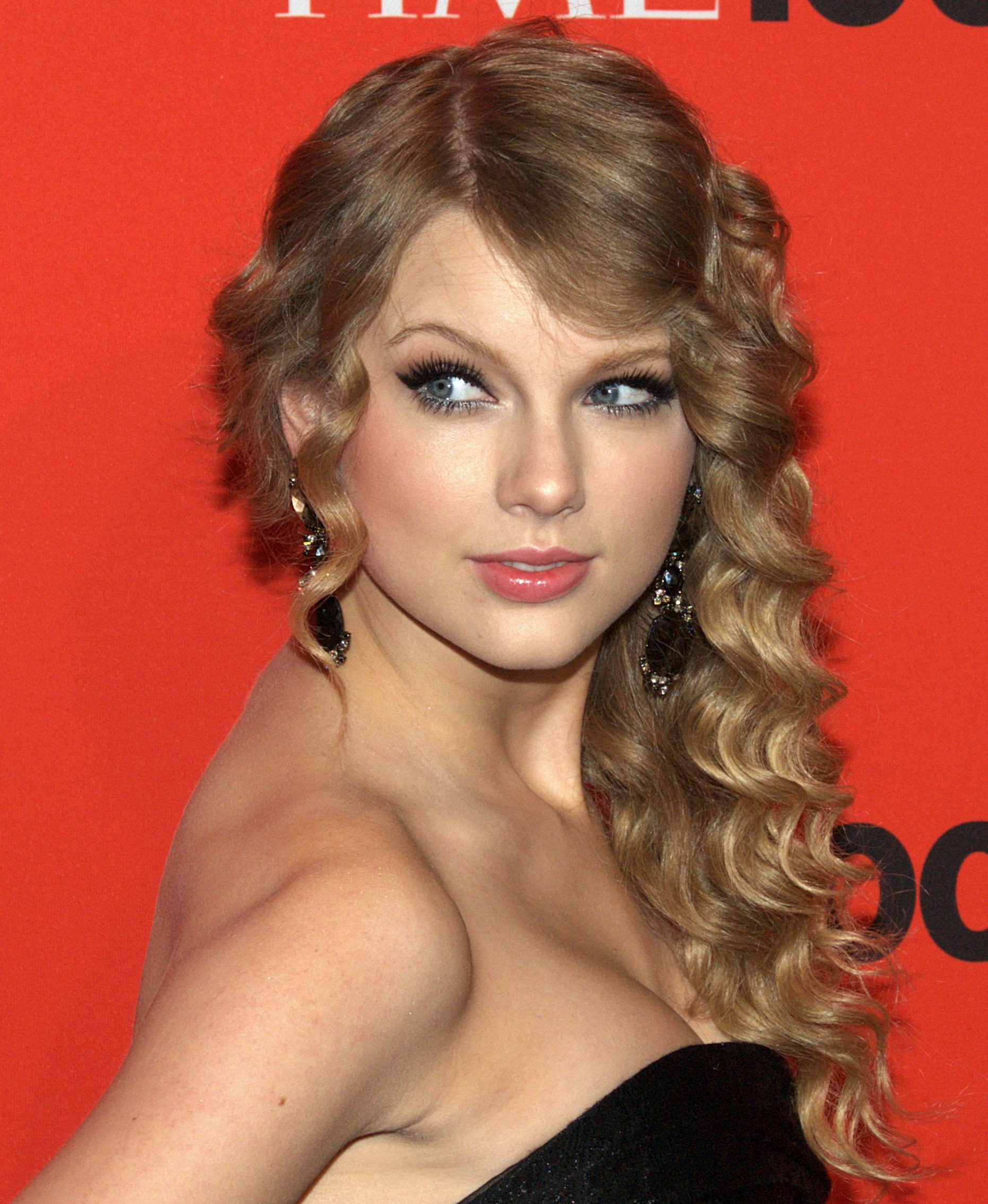
Swift en la gala Time 100 de 2010

Swift es una figura perdurable de la cultura popular del siglo XXI. Su trayectoria profesional, desde cantante y compositora de música country hasta estrella del pop en las décadas de 2000 y 2010, ha sido objeto de numerosos comentarios. Considerada «la novia de América» al principio de su carrera, la prensa la describía como «la niña mimada de los medios» por su comportamiento educado y sus conversaciones francas, propias de una chica de al lado. Swift mostraba una imagen femenina, pero se abstenía del «pop feminista agresivamente sexualizado» de sus contemporáneas, lo que llevó a las publicaciones a comentar que su atractivo sexual era modesto, sutil y sofisticado. Los temas adolescentes de la música de Swift contribuyeron a su estatus de ídolo adolescente, aunque varias autoras feministas criticaron sus canciones sobre relaciones románticas por considerarlas estrechas de miras y perjudiciales para las niñas y las mujeres, que constituían la mayoría de su base de fanes, conocida como Swifties.
Tras recalibrar su arte hacia la música pop, Swift se ha identificado como feminista y ha alcanzado el estatus de icono pop. El autor Jody Rosen la calificó en 2013 como la «reina del pop», citando su popularidad, que desafiaba las fronteras tradicionales entre «géneros, épocas, demografías, paradigmas y tendencias». Su identidad feminista recibió opiniones contrarias: hubo elogios que consideraban su éxito en una industria musical dominada por los hombres como una inspiración para las niñas y las mujeres, y críticas que descartaban su adopción del feminismo como superficial y egoísta.
La disputa de 2016 con Kanye West reforzó la narrativa de sus detractores de que era una mujer calculadora y manipuladora a pesar de su imagen de chica dulce, y profundizó su rivalidad, que ha tenido repercusiones en sus respectivas carreras. Sus reinvenciones artísticas en la década de 2020 la convirtieron en una aclamada cantautora. Impulsada por su duradero estrellato pop, ha sido reconocida como un fenómeno excepcional que combina los arquetipos de estrella pop y cantautora con un éxito sin precedentes.

## Legado
Swift es una de las pocas artistas que ha vendido millones de álbumes de forma constante a lo largo de dos décadas de reinvenciones artísticas, a pesar del declive de las ventas discográficas tras el fin de la era de los álbumes. En este sentido, académicos y periodistas la han descrito como «la última superestrella del pop» y «la última gran estrella del rock» del siglo XXI. Sus estrategias comerciales para impulsar las ventas de álbumes y entradas para conciertos le han valido la reputación de ser una mujer de negocios inteligente. El economista Alan Krueger describió a Swift como un «genio económico». Estrategias como la mejora del material para las variantes físicas de los álbumes y el uso de huevos de Pascua en sus obras se convirtieron en indicativas de las tendencias de marketing musical.
El éxito de Swift en la música country se ha atribuido a la popularización de este género más allá de los Estados Unidos y a su introducción entre las adolescentes, un sector demográfico que anteriormente había sido ignorado. El crítico Kelefa Sanneh calificó a Swift como la mayor estrella del country desde Garth Brooks «y quizá incluso desde antes que él». Sus interpretaciones con la guitarra provocaron un aumento en las ventas de guitarras entre las mujeres, lo que los medios de comunicación denominaron el «factor Taylor Swift», su transición del country al pop se ha atribuido como el catalizador del poptimismo, y se ha reconocido que sus composiciones y transiciones musicales han influido en una nueva generación de artistas. Según Billboard, Swift es una de las pocas artistas que ha logrado el éxito en las listas, el reconocimiento de la crítica y el apoyo de los fanes al mismo tiempo, y tiene la capacidad de popularizar cualquier sonido en la música mainstream.
La popularidad de Swift, especialmente entre el público femenino, contribuyó a su estatus como representante de la generación millennial, o, en términos más generales, del espíritu de su generación. Su club de fanes, los swifties, ha sido descrito por periodistas y académicos como uno de los más leales y dedicados. En opinión de Cady Lang, de la revista Time, Swift mantuvo su estrellato gracias a su «hábil manipulación tanto de la industria como de [su] marca personal». Según las expertas en cultura popular Mary Fogarty y Gina Arnold, Swift es posiblemente la única artista «cuya historia resume muchos de los conflictos urgentes de la cultura estadounidense de principios del siglo XXI». En un artículo de 2024 para The New York Times, Joe Coscarelli escribió que su popularidad provocó debates que la comparaban no solo con contemporáneos como Drake o Beyoncé, sino también con artistas veteranos como The Beatles, Michael Jackson, Elton John o Madonna.
La defensa de Swift de los derechos de los artistas y sus proyectos de regrabación han contribuido a los debates y reformas en toda la industria. Su talento artístico y sus maniobras profesionales han sido objeto de diversos cursos universitarios en contextos literarios, culturales y sociopolíticos. Según las estudiosas de la cultura popular Sarai Brinker, Kate Galloway y Elizabeth Scala, el legado de Swift ha sido acogido y criticado por diferentes afiliaciones —comunidades feministas y queer, grupos de extrema derecha y organizaciones religiosas— y estudiado por expertos en diversos campos: musicología, literatura, sociología, teoría de los medios de comunicación, lingüística y estudios culturales.

## Riqueza y otras actividades
Swift fue incluida por Forbes como la artista musical mejor pagada del mundo en 2016 y 2019, la artista musical mejor pagada de la década de 2010, y la artista musical mejor pagada en 2021 y 2022. En octubre de 2023, según informaron tanto Forbes como Bloomberg L.P., Swift alcanzó el estatus de multimillonaria. Fue reconocida como la primera multimillonaria «basándose principalmente en sus canciones y actuaciones», ya que la mayor parte de su fortuna proviene de los derechos de autor y las giras. En junio de 2025, su patrimonio neto estimado por Forbes ascendía a 1600 millones de dólares, lo que la convertía en la artista musical más rica del mundo. Su cartera inmobiliaria, estimada por Forbes en 110 millones de dólares en 2025, consta de propiedades residenciales en Nashville, Nueva York, Los Ángeles (Samuel Goldwyn Estate) y Rhode Island (High Watch).
El uso del avión privado de Swift ha suscitado críticas por sus emisiones de carbono. En 2023, un portavoz de Swift declaró que había comprado más del doble de los créditos de carbono necesarios para compensar todos los viajes de giras y vuelos personales. En diciembre de 2023, los abogados de Swift enviaron una carta de cese y desistimiento al programador estadounidense Jack Sweeney por rastrear su avión privado, alegando acoso y riesgos para la seguridad. Los medios de comunicación han informado de que la información publicada por Sweeney es una síntesis de datos disponibles públicamente. En febrero de 2024, se informó de que Swift había vendido uno de sus dos aviones privados.

### Apoyos y colaboraciones
Los lanzamientos de los álbumes de Swift suelen consistir en actividades promocionales multimedia que incluyen colaboraciones con empresas y promociones de productos. Target es un socio comercial de larga duración de Swift, que ofrece álbumes físicos y productos exclusivos. Entre 2008 y 2011, sus álbumes y giras se promocionaron con muñecas diseñadas por ella misma con Jakks Pacific, fragancias con Elizabeth Arden, ropa con L.E.I. y tarjetas navideñas con American Greetings. Sus acuerdos de colaboración incluyeron productos de maquillaje para CoverGirl y cámaras Cyber-shot para Sony. Entre 2012 y 2015, colaboró con Starbucks, Keds, Subway, Coca-Cola Light, Walgreens, Walmart y Papa John's.
En 2014, la ciudad de Nueva York nombró a Swift embajadora oficial de turismo. En 2015 firmó un contrato de streaming exclusivo con Apple Music, en 2016 firmó un contrato plurianual con AT&T y en 2017 se asoció con United Parcel Service para distribuir sus álbumes. En 2019, firmó un contrato plurianual con Capital One y lanzó una línea de ropa con Stella McCartney. Se convirtió en la primera embajadora mundial del Record Store Day en 2022.

### Activismo social
Swift evitó hablar de política al principio de su carrera. En una entrevista con Time en 2012, dijo que se mantenía lo más informada posible, pero que no quería influir en otras personas con sus opiniones políticas. Debido a su postura apolítica, fue apropiada por el movimiento de derecha alternativa en Estados Unidos, lo que desató la polémica. Sí expresó su apoyo al presidente Barack Obama en 2008: «Nunca había visto a este país tan feliz por una decisión política en toda mi vida».
Desde 2018, Swift ha hecho públicas sus opiniones políticas y ha abandonado su postura apolítica. Apoyó públicamente a dos políticos demócratas para las elecciones de mitad de mandato de 2018 en Estados Unidos, lo que dio lugar a titulares sobre cómo finalmente se desvinculó de la derecha alternativa y los conservadores. En entrevistas, atribuyó su reticencia política en el pasado a la controversia de las Dixie Chicks en 2003, que dejó una huella duradera en los músicos country en general y en las artistas de música country en particular. Ha criticado abiertamente al presidente Donald Trump. En 2020, Swift instó a sus fanes a comprobar su inscripción en el censo electoral antes de las elecciones, lo que dio lugar a que 65 000 personas se inscribieran para votar en el plazo de un día desde su publicación, y respaldó la candidatura demócrata de Joe Biden y Kamala Harris en las elecciones presidenciales estadounidenses de 2020. Para las elecciones de 2024, volvió a apoyar la candidatura demócrata de Harris y Tim Walz.
Como feminista proelección, Swift es una de las fundadoras del movimiento Time's Up contra el acoso sexual, y criticó la decisión de la Corte Suprema de los Estados Unidos de poner fin a los derechos federales al aborto en 2022. Como defensora de los derechos LGBTQ, ha realizado donaciones a las organizaciones LGBT Tennessee Equality Project y GLAAD. En 2019, pidió la aprobación de la Ley de Igualdad y actuó durante el WorldPride Nueva York 2019 en Stonewall Inn. Swift se ha pronunciado en contra de la supremacía blanca, el racismo y la brutalidad policial en Estados Unidos. Ha apoyado el movimiento Marcha por nuestras vidas y la reforma del control de armas en Estados Unidos, ha realizado donaciones al Fondo de Defensa Legal y Educación de la NAACP y al movimiento Black Lives Matter, ha pedido la retirada de los monumentos confederados en Tennessee y ha abogado por que el 19 de junio se convierta en fiesta nacional.
Las implicaciones políticas de Swift han tenido una acogida mixta: han provocado más debates públicos sobre cuestiones políticas y han empoderado a los swifties, pero los críticos han cuestionado si sus alineamientos políticos eran estratégicos para su carrera. Mientras que algunas publicaciones han argumentado que el estrellato de Swift tuvo un impacto significativo en las implicaciones políticas en Estados Unidos, otras han considerado que su influencia es considerable, pero exagerada. Según la estudiosa de la cultura popular Simone Driessen, su impacto político traspasó las fronteras de Estados Unidos y llegó hasta Australia y Europa.

### Filantropía
Swift ocupó el primer puesto de la lista «Gone Good» de DoSomething en 2015, tras recibir la Star of Compassion de los Tennessee Disaster Services y el premio Big Help de los Nickelodeon Kids' Choice Awards por su «dedicación a ayudar a los demás» e «inspirar a otros a través de la acción». Especialmente al principio de su carrera, Swift hizo donaciones a varios fondos de ayuda tras desastres naturales. En 2009, donó 100 000 dólares a la Cruz Roja para ayudar a las víctimas de las inundaciones de Iowa de 2008. Ese mismo año, actuó en el concierto Sound Relief de Sídney, que recaudó dinero para los afectados por los incendios forestales y las inundaciones. En 2011, Swift utilizó un ensayo general de su gira Speak Now como concierto benéfico para las víctimas de los tornados en EE. UU., recaudando más de 750 000 dólares. En respuesta a las inundaciones de Tennessee de mayo de 2010, donó 500 000 dólares. En 2009, Swift cantó en el concierto Children in Need de la BBC y recaudó 13 000 libras para la causa. En 2016, donó un millón de dólares a las labores de socorro por las inundaciones de Luisiana y 100 000 dólares al Dolly Parton Fire Fund. Swift donó al banco de alimentos tras el paso del huracán Harvey por Houston en 2017. Swift donó un millón de dólares para las víctimas del tornado de Tennessee en 2020 y de nuevo en 2023, así como cinco millones de dólares para las labores de ayuda después del huracán Helene y el huracán Milton en 2024.
Swift también ha hecho donaciones para la investigación del cáncer. Como ganadora del premio al artista del año de la Academia de la Música Country en 2011, Swift donó 25 000 dólares al St. Jude Children's Research Hospital de Tennessee. En 2012, participó en el telemaratón Stand Up to Cancer, interpretando el sencillo benéfico «Ronan», que escribió en memoria de un niño de cuatro años que murió de neuroblastoma. También ha donado 100 000 dólares a la V Foundation for Cancer Research y 50 000 dólares al Hospital de Niños de Filadelfia. En varias ocasiones ha hecho donaciones a sus fanes para sufragar sus gastos médicos o académicos. Durante la pandemia de COVID-19, Swift hizo donaciones a la Organización Mundial de la Salud y a Feeding America y apoyó a las tiendas de discos independientes. Swift interpretó «Soon You'll Get Better» en el especial de televisión Together at Home, un concierto benéfico organizado por Lady Gaga para Global Citizen con el fin de recaudar fondos para el Fondo de Respuesta Solidaria COVID-19 de la Organización Mundial de la Salud.
Es una gran defensora de las artes. Como benefactora del Salón de la Fama de Compositores de Nashville, Swift ha donado 75 000 dólares al Hendersonville High School de Nashville para ayudar a reformar el auditorio del centro, cuatro millones de dólares para construir un nuevo centro educativo en el Museo y Salón de la Fama del Country de Nashville, y 100 000 dólares a la Sinfónica de Nashville. En 2012, Swift se asoció con Chegg for Good para donar 10 000 dólares a los departamentos de música de seis universidades estadounidenses.
También ha hecho donaciones puntuales. En 2007, se asoció con la Tennessee Association of Chiefs of Police para lanzar una campaña destinada a proteger a los niños de los depredadores en línea. Ha donado artículos a varias organizaciones benéficas para su subasta, entre ellas UNICEF Tap Project y MusiCares. Swift también ha animado a los jóvenes a participar como voluntarios en sus comunidades locales como parte del Global Youth Service Day. Además, como promotora de la alfabetización infantil, ha donado dinero y libros a escuelas de todo el país. En 2018 y 2021, Swift donó a la Rape, Abuse & Incest National Network en honor al Sexual Assault Awareness and Prevention Month. También donó a la cantautora Kesha para ayudarla en sus batallas legales contra Dr. Luke y a la Joyful Heart Foundation de la actriz Mariska Hargitay.
Durante la gira The Eras Tour, Swift hizo donaciones a bancos de alimentos de Florida, Arizona y Las Vegas; además, contrató a empresas locales durante toda la gira y dio 197 millones de dólares en bonificaciones a todo su equipo. En febrero de 2024, donó 100 000 dólares a la familia de una mujer que murió en un tiroteo durante el desfile de los Kansas City Chiefs tras ganar la Super Bowl. En diciembre de 2024, una semana antes de Navidad, Swift donó 250 000 dólares a Operation Breakthrough; los fondos se destinaron a programas de desarrollo laboral, cuidado infantil y educación temprana.

## Discografía
| Álbumes de estudio - Taylor Swift (2006) - Fearless (2008) - Speak Now (2010) - Red (2012) - 1989 (2014) - Reputation (2017) - Lover (2019) - Folklore (2020) - Evermore (2020) - Midnights (2022) - The Tortured Poets Department (2024) - The Life of a Showgirl (2025) Álbumes en directo - Speak Now World Tour – Live (2011) - Live from Clear Channel Stripped 2008 (2020) - Folklore: The Long Pond Studio Sessions (2020) - Lover (Live from Paris) (2023) | Regrabaciones - Fearless (Taylor's Version) (2021) - Red (Taylor's Version) (2021) - Speak Now (Taylor's Version) (2023) - 1989 (Taylor's Version) (2023) EP - Napster Live (2006) - Sounds of the Season: The Taylor Swift Holiday Collection (2007) - Rhapsody Originals (2007) - iTunes Live from SoHo (2008) - Beautiful Eyes (2008) |

## Filmografía
| Películas - Valentine's Day (2010) - The Lorax (2012) - The Giver (2014) - Cats (2019) - All Too Well: The Short Film (2021) - Amsterdam (2022) | Documentales - Miss Americana (2020) - Taylor Swift: City of Lover (2020) - Folklore: The Long Pond Studio Sessions (2020) - Taylor Swift: The Eras Tour (2023) |

## Giras musicales
- Fearless Tour (2009-2010)
- Speak Now World Tour (2011-2012)
- The Red Tour (2013-2014)
- The 1989 World Tour (2015)
- Reputation Stadium Tour (2018)
- The Eras Tour (2023-2024)